# Mistrovství světa v ledním hokeji 2021
84. mistrovství světa v ledním hokeji probíhalo od 21. května do 6. června 2021 v lotyšské Rize. Rozhodnutí o jeho pořádání bylo učiněno 19. května 2017 během kongresu Mezinárodní hokejové federace, konaného v průběhu Mistrovství světa v ledním hokeji 2017.
22. června 2020 bylo oznámeno, že se toto MS přesune z termínu 7. května až 23. května na 21. květen až 6. červen 2021. Bylo to tak poprvé v historii, kdy utkání o medaile proběhla v červnu.
Plánovaným spolupořadatelem šampionátu mělo být Bělorusko, ale z důvodu protestů v zemi odebrala Mezinárodní hokejová federace dne 18. ledna 2021 Bělorusku pořadatelství.
V Olympijském sportovním centru je hrána skupina A a dvě čtvrtfinále. V Rize Aréně probíhá skupina B, dvě čtvrtfinále, semifinále a medailová utkání. Druhým spolupořadatelem mělo být Slovensko nebo Dánsko. 19. ledna 2021 bylo oznámeno, že v případě, že by nevyšlo spolupořádání s Dánskem ani Slovenskem, mohla turnaj spolupořádat také Litva. René Fasel a Rada IIHF ale nabídku od Litvy, Dánska i Slovenska s díky odmítli.
Rada IIHF dne 2. února 2021 rozhodla, že se celý turnaj bude konat pouze v Rize.
Česko vstoupilo do turnaje zápasem proti Rusku 21. května 2021 od 15:15 v Rize prohrou 4:3. Češi padli i v druhém zápase a to proti Švýcarsku 2:5. První body přišly až ve třetím zápase, kdy Češi proti Bělorusku utrhli dva body za výhru v prodloužení 3:2. První tříbodová výhra přišla až ve čtvrtém zápase proti Švédsku, kdy Češi otočili nepříznivý stav po dvou třetinách z 0:2 na 4:2. V pátém zápase Češi potvrdili roli favorita a zvítězili 6:1 nad Velkou Británií. V šestém zápase Češi zvítězili nad Dánskem po samostatných nájezdech 2:1. V posledním sedmém zápase ve skupině Češi zvítězili nad Slovenskem 7:3 a zajistili si třetí místo v tabulce. Ve čtvrtfinále však nezvládli zápas s Finskem, se kterým prohráli 0:1, a turnaj pro ně tak skončil.

## Výběr pořadatelské země
O pořádání 85. ročníku Mistrovství světa v ledním hokeji v Bělorusku a Lotyšsku bylo rozhodnuto na základě hlasování kongresu Mezinárodní hokejové federace (IIHF) 19. května 2017 v Kolíně nad Rýnem. Dalším kandidátem bylo Finsko, s pořadatelskými městy Helsinky a Tampere.
| Země                 | Počet hlasů |
| -------------------- | ----------- |
| Bělorusko a Lotyšsko | 55          |
| Finsko               | 52          |

## Stadiony
| Aréna Riga       | Aréna Riga Olympijské sportovní centrum | Olympijské sportovní centrum |
| Kapacita: 10 300 | Aréna Riga Olympijské sportovní centrum | Kapacita: 6 000              |
|                  | Aréna Riga Olympijské sportovní centrum |                              |

## Herní systém
Šestnáct účastníků bylo rozděleno do dvou skupin po 8 týmech. V rámci skupiny se utkal každý s každým. Za vítězství v základní hrací době se udělovaly 3 body, za vítězství po prodloužení či samostatných nájezdech 2 body, za prohru po prodloužení či samostatných nájezdech 1 bod a za prohru v základní hrací době 0 bodů. Z každé skupiny postoupily čtveřice týmů s nejvyšším počtem bodů do čtvrtfinále playoff. Pro týmy na pátých až osmých místech ve skupinách turnaj skončil. Z elitní skupiny v letošním roce nesestupují žádné týmy, kvůli pandemii covidu-19 byly všechny turnaje nižších divizí v letošním roce zrušeny.

## Maskot
Maskotem je ježek Spiky. Návrhy maskota zasílali v Bělorusku a Lotyšsku profesionálové i hokejoví fanoušci. Ježek má symbolizovat bojovnost a zarputilost domácích hokejových reprezentací.

## Účast diváků
Kvůli pandemií covidu-19 byly všechny zápasy odehrány bez diváků. Na stadiónech byli mimo kluziště přítomni pouze pořadatelé, komentátoři jednotlivých televizních stanic, novináři a potřebný personál.

## Význam šampionátu
Bude se jednat o teprve druhý mezinárodní hokejový turnaj IIHF v roce 2021. Dosud jediným bylo MS juniorů 2021, přičemž v roce 2020 byla všechna hokejová mistrovství světa zrušena. Více na dopad pandemie covidu-19 na sport.

## Rozhodčí
Dne 7. dubna 2021 bylo vyhlášeno 18 hlavních rozhodčích a 18 čárových rozhodčích.
| - Christoph Sternat - Maxim Sidorenko - Olivier Gouin - Antonín Jeřábek - Martin Fraňo - Robin Šír - Mads Frandsen - Lassi Heikkinen - Kristian Vikman | - André Schrader - Andris Ansons - Roman Gofman - Jevgenij Romasko - Peter Stano - Tobias Björk - Mikael Nord - Michael Tscherrig - Andrew Bruggeman |

| - Elias Seewald - Dmitri Golyak - Dustin McCrank - Daniel Hynek - Jiří Ondráček - Andreas Weise Kroyer - Lauri Nikulainen - Hannu Sormunen - Nicolas Constantineau | - Jonas Merten - Davis Zunde - Gleb Lazarev - Nikita Šalagin - Šimon Synek - Ludvig Lundgren - Emil Yletyinen - David Obwegeser - Brian Oliver |

## Základní skupiny
Týmy byly do základních skupin rozděleny podle žebříčku IIHF pro rok 2020.
| Skupina A           | Skupina B       |
| ------------------- | --------------- |
| ROV* (2)            | Kanada (1)      |
| Švédsko (4)         | Finsko (3)      |
| Česko (5)           | USA (6)         |
| Švýcarsko (8)       | Německo (7)     |
| Slovensko (9)       | Lotyšsko (10)   |
| Dánsko (12)         | Norsko (11)     |
| Bělorusko (13)      | Itálie (15)     |
| Velká Británie (19) | Kazachstán (16) |

- ROV = Ruský olympijský výbor
- Ruští hokejisté kvůli dopingovému trestu nesmějí startovat pod ruskou vlajkou ani jim nesmí hrát ruská hymna.[15]

### Skupina A

#### Tabulka
|  | Týmy postupující do čtvrtfinále |

| Poř. | Tým            | Z | V | VP | PP | P | GV | GI | +/− | B  |
| ---- | -------------- | - | - | -- | -- | - | -- | -- | --- | -- |
| 1.   | ROV            | 7 | 5 | 1  | 0  | 1 | 28 | 10 | +18 | 17 |
| 2.   | Švýcarsko      | 7 | 5 | 0  | 0  | 2 | 27 | 17 | +10 | 15 |
| 3.   | Česko          | 7 | 3 | 2  | 0  | 2 | 27 | 18 | +9  | 13 |
| 4.   | Slovensko      | 7 | 4 | 0  | 0  | 3 | 17 | 22 | −5  | 12 |
| 5.   | Švédsko        | 7 | 3 | 0  | 1  | 3 | 21 | 14 | +7  | 10 |
| 6.   | Dánsko         | 7 | 2 | 1  | 1  | 3 | 13 | 15 | −2  | 9  |
| 7.   | Velká Británie | 7 | 1 | 0  | 1  | 5 | 13 | 31 | −18 | 4  |
| 8.   | Bělorusko      | 7 | 1 | 0  | 1  | 5 | 10 | 29 | −19 | 4  |

#### Zápasy
Všechny časy zápasů jsou uvedeny ve středoevropském letním čase (UTC+02).
| 21. května 2021 15:15 | ROV | 4:3 (1:1, 1:1, 2:1) | Česko | Olympijské sportovní centrum, Riga Návštěvnost: bez diváků |  |

| Zpráva | |                             | |                                                                                 |
| Alexander Samonov | Alexander Samonov | Brankáři                    | Šimon Hrubec | Rozhodčí: Tobias Björk Mikael Nord Čároví: Andreas Weise Kroyer Ludvig Lundgren |
| 04:16' Anton Burdasov (Michail Grigorenko, Ivan Mozorov) 35:27' Artyom Shvets-Rogovoi (Vladislav Kamenev) 45:28' Alexander Barabanov (Dmitri Voronkov) 59:41' Michail Grigorenko (Ivan Provorov) | 04:16' Anton Burdasov (Michail Grigorenko, Ivan Mozorov) 35:27' Artyom Shvets-Rogovoi (Vladislav Kamenev) 45:28' Alexander Barabanov (Dmitri Voronkov) 59:41' Michail Grigorenko (Ivan Provorov) | 1:0 1:1 2:1 2:2 3:2 3:3 4:3 | 09:26' Jakub Flek (Michael Špaček) 37:53' Jakub Vrána (Dominik Kubalík, Libor Hájek) 57:23' Dominik Kubalík (Filip Hronek, Jan Kovář) | Rozhodčí: Tobias Björk Mikael Nord Čároví: Andreas Weise Kroyer Ludvig Lundgren |
| 4 min | 4 min | Tresty                      | 6 min | Rozhodčí: Tobias Björk Mikael Nord Čároví: Andreas Weise Kroyer Ludvig Lundgren |
| 28 | 28 | Střely                      | 25 | Rozhodčí: Tobias Björk Mikael Nord Čároví: Andreas Weise Kroyer Ludvig Lundgren |

| 21. května 2021 19:15 | Bělorusko | 2:5 (0:3, 0:0, 2:2) | Slovensko | Olympijské sportovní centrum, Riga Návštěvnost: bez diváků |  |

| Zpráva                                                                              |                                                                                     |                             | |                                                                            |
| Konstantin Šostak Danny Taylor                                                      | Konstantin Šostak Danny Taylor                                                      | Brankáři                    | Branislav Konrád | Rozhodčí: Andris Ansons Lassi Heikkinen Čároví: Davis Zunde Hannu Sormunen |
| 53:25' Michail Stefanovič (Sergej Kosticyn) 54:22' Jegor Šarangovič (bez asistence) | 53:25' Michail Stefanovič (Sergej Kosticyn) 54:22' Jegor Šarangovič (bez asistence) | 0:1 0:2 0:3 0:4 1:4 2:4 2:5 | 03:53' Kristián Pospíšil (Šimon Nemec) 09:17' Peter Cehlárik (Martin Gernát, Marián Studenič) 11:02' Kristián Pospíšil (Mislav Rosandić, Michal Krištof) 45:05' Marek Hrivík (Róbert Lantoši, Peter Cehlárik) 59:15' Peter Cehlárik (Mario Grman) | Rozhodčí: Andris Ansons Lassi Heikkinen Čároví: Davis Zunde Hannu Sormunen |
| 37 min                                                                              | 37 min                                                                              | Tresty                      | 12 min | Rozhodčí: Andris Ansons Lassi Heikkinen Čároví: Davis Zunde Hannu Sormunen |
| 34                                                                                  | 34                                                                                  | Střely                      | 35 | Rozhodčí: Andris Ansons Lassi Heikkinen Čároví: Davis Zunde Hannu Sormunen |

| 22. května 2021 11:15 | Dánsko | 4:3 (0:0, 3:2, 1:1) | Švédsko | Olympijské sportovní centrum, Riga Návštěvnost: bez diváků |  |

| Zpráva | |                             | |                                                                           |
| Sebastian Dahm | Sebastian Dahm | Brankáři                    | Viktor Fasth | Rozhodčí: Roman Gofman Max Sidorenko Čároví: Dmitri Goljak Nikita Šalagin |
| 30:40' Nicklas Jensen (Julian Jakobsen, Nicholas Jensen) 37:33' Nicklas Jensen (Mikkel Boedker) 38:09' Emil Kristensen (Nicklas Jensen, Markus Lauridsen) 48:22' Nicklas Jensen (Markus Lauridsen, Mikkel Boedker) | 30:40' Nicklas Jensen (Julian Jakobsen, Nicholas Jensen) 37:33' Nicklas Jensen (Mikkel Boedker) 38:09' Emil Kristensen (Nicklas Jensen, Markus Lauridsen) 48:22' Nicklas Jensen (Markus Lauridsen, Mikkel Boedker) | 0:1 1:1 1:2 2:2 3:2 4:2 4:3 | 22:06' Carl Klingberg (bez asistence) 35:09' Henrik Tömmernes (Carl Klingberg) 50:56' Carl Klingberg (Nils Lundkvist) | Rozhodčí: Roman Gofman Max Sidorenko Čároví: Dmitri Goljak Nikita Šalagin |
| 2 min | 2 min | Tresty                      | 8 min | Rozhodčí: Roman Gofman Max Sidorenko Čároví: Dmitri Goljak Nikita Šalagin |
| 22 | 22 | Střely                      | 23 | Rozhodčí: Roman Gofman Max Sidorenko Čároví: Dmitri Goljak Nikita Šalagin |

| 22. května 2021 15:15 | Velká Británie | 1:7 (1:4, 0:1, 0:2) | ROV | Olympijské sportovní centrum, Riga Návštěvnost: bez diváků |  |

| Zpráva                                           |                                                  |                                 | |                                                                                  |
| Jackson Whistle                                  | Jackson Whistle                                  | Brankáři                        | Ivan Bočarov | Rozhodčí: Christoph Sternat Michael Tscherrig Čároví: Jonas Merten Elias Seewald |
| 18:46' Liam Kirk (Robert Dowd, Brendan Connolly) | 18:46' Liam Kirk (Robert Dowd, Brendan Connolly) | 0:1 0:2 0:3 0:4 1:4 1:5 1:6 1:7 | 05:53' Anton Burdasov (Michail Grigorenko, Igor Ozhiganov) 07:19' Michail Grigorenko (Dimitri Voronkov, Nikita Zadorov) 09:21' Anton Burdasov (Andrej Kuzmenko, Vladislav Gavrikov) 10:51' Sergei Tolchinski (Alexander Barabanov) 30:08' Pavel Karnaukhov (Nikita Zadorov, Artonym Zub) 49:59' Andrej Kuzmenko (Anton Burdasov, Igor Ozhiganov) 53:05' Anton Slepyshev (Pavel Karnaukhov) | Rozhodčí: Christoph Sternat Michael Tscherrig Čároví: Jonas Merten Elias Seewald |
| 12 min                                           | 12 min                                           | Tresty                          | 8 min | Rozhodčí: Christoph Sternat Michael Tscherrig Čároví: Jonas Merten Elias Seewald |
| 11                                               | 11                                               | Střely                          | 42 | Rozhodčí: Christoph Sternat Michael Tscherrig Čároví: Jonas Merten Elias Seewald |

| 22. května 2021 19:15 | Česko | 2:5 (1:1, 0:2, 1:2) | Švýcarsko | Olympijské sportovní centrum, Riga Návštěvnost: bez diváků |  |

| Zpráva                                                                                           |                                                                                                  |                             | |                                                                                 |
| Šimon Hrubec Roman Will                                                                          | Šimon Hrubec Roman Will                                                                          | Brankáři                    | Leonardo Genoni | Rozhodčí: Andris Ansons Kristian Vikman Čároví: Lauri Nikulainen Hannu Sormunen |
| 14:46' Filip Chytil (Jan Kovář, Jakub Vrána) 54:59' Jiří Smejkal (Filip Chytil, David Sklenička) | 14:46' Filip Chytil (Jan Kovář, Jakub Vrána) 54:59' Jiří Smejkal (Filip Chytil, David Sklenička) | 1:0 1:1 1:2 1:3 1:4 2:4 2:5 | 17:09' Grégory Hofmann (Andreas Ambühl, Dario Simion) 24:12' Timo Meier (Nico Hischier) 38:19' Tristan Scherwey (Vincent Praplan, Christoph Bertschy) 50:27' Timo Meier (Enzo Corvi, Philipp Kurashev 57:08' Grégory Hofmann (Dario Simion, Andreas Ambühl) | Rozhodčí: Andris Ansons Kristian Vikman Čároví: Lauri Nikulainen Hannu Sormunen |
| 14 min                                                                                           | 14 min                                                                                           | Tresty                      | 6 min | Rozhodčí: Andris Ansons Kristian Vikman Čároví: Lauri Nikulainen Hannu Sormunen |
| 26                                                                                               | 26                                                                                               | Střely                      | 28 | Rozhodčí: Andris Ansons Kristian Vikman Čároví: Lauri Nikulainen Hannu Sormunen |

| 23. května 2021 11:15 | Velká Británie | 1:2 (0:1, 1:1, 0:0) | Slovensko | Olympijské sportovní centrum, Riga Návštěvnost: bez diváků |  |

| Zpráva                                            |                                                   |             |                                                                             |                                                                                 |
| Ben Bowns                                         | Ben Bowns                                         | Brankáři    | Branislav Konrád Július Hudáček                                             | Rozhodčí: Martin Fraňo Olivier Gouin Čároví: Nicolas Constantineau Brian Oliver |
| 22:03' Liam Kirk (Brett Perlini, Mark Richardson) | 22:03' Liam Kirk (Brett Perlini, Mark Richardson) | 0:1 1:1 1:2 | 00:25' Marek Hrivík (Róbert Lantoši) 24:42' Róbert Lantoši (Peter Cehlárik) | Rozhodčí: Martin Fraňo Olivier Gouin Čároví: Nicolas Constantineau Brian Oliver |
| 4 min                                             | 4 min                                             | Tresty      | 4 min                                                                       | Rozhodčí: Martin Fraňo Olivier Gouin Čároví: Nicolas Constantineau Brian Oliver |
| 14                                                | 14                                                | Střely      | 43                                                                          | Rozhodčí: Martin Fraňo Olivier Gouin Čároví: Nicolas Constantineau Brian Oliver |

| 23. května 2021 15:15 | Švédsko | 0:1 (0:0, 0:0, 0:1) | Bělorusko | Olympijské sportovní centrum, Riga Návštěvnost: bez diváků |  |

| Zpráva         |                |          |                                                                |                                                                                |
| Adam Reideborn | Adam Reideborn | Brankáři | Danny Taylor                                                   | Rozhodčí: Lassi Heikkinen Kristian Vikman Čároví: Lauri Nikulainen Davis Zunde |
|                |                | 0:1      | 40:33' German Něstěrov (Michail Stefanovič, Stanislav Lopačuk) | Rozhodčí: Lassi Heikkinen Kristian Vikman Čároví: Lauri Nikulainen Davis Zunde |
| 4 min          | 4 min          | Tresty   | 8 min                                                          | Rozhodčí: Lassi Heikkinen Kristian Vikman Čároví: Lauri Nikulainen Davis Zunde |
| 32             | 32             | Střely   | 22                                                             | Rozhodčí: Lassi Heikkinen Kristian Vikman Čároví: Lauri Nikulainen Davis Zunde |

| 23. května 2021 19:15 | Dánsko | 0:1 (0:1, 0:0, 0:0) | Švýcarsko | Olympijské sportovní centrum, Riga Návštěvnost: bez diváků |  |

| Zpráva         |                |          |                                                 |                                                                   |
| Sebastian Dahm | Sebastian Dahm | Brankáři | Reto Berra                                      | Rozhodčí: Robin Šír Peter Stano Čároví: Jiří Ondráček Šimon Synek |
|                |                | 0:1      | 13:12' Timo Meier (Nico Hischier, Mirco Müller) | Rozhodčí: Robin Šír Peter Stano Čároví: Jiří Ondráček Šimon Synek |
| 2 min          | 2 min          | Tresty   | 4 min                                           | Rozhodčí: Robin Šír Peter Stano Čároví: Jiří Ondráček Šimon Synek |
| 4              | 4              | Střely   | 30                                              | Rozhodčí: Robin Šír Peter Stano Čároví: Jiří Ondráček Šimon Synek |

| 24. května 2021 15:15 | Slovensko | 3:1 (0:0, 1:1, 2:0) | ROV | Olympijské sportovní centrum, Riga Návštěvnost: bez diváků |  |

| Zpráva | |                 |                                                                 |                                                                                 |
| Július Hudáček | Július Hudáček | Brankáři        | Alexander Samonov                                               | Rozhodčí: Andris Ansons Kristian Vikman Čároví: Lauri Nikulainen Hannu Sormunen |
| 30:00' Miloš Kelemen (Miloš Roman) 53:19' Martin Gernát (Marek Hrivík, Peter Cehlárik) 58:59' Marek Ďaloga (Peter Cehlárik, Marek Hrivík) | 30:00' Miloš Kelemen (Miloš Roman) 53:19' Martin Gernát (Marek Hrivík, Peter Cehlárik) 58:59' Marek Ďaloga (Peter Cehlárik, Marek Hrivík) | 1:0 1:1 2:1 3:1 | 31:06' Alexander Barabanov (Sergei Tolchinski, Anton Slepyshev) | Rozhodčí: Andris Ansons Kristian Vikman Čároví: Lauri Nikulainen Hannu Sormunen |
| 4 min | 4 min | Tresty          | 6 min                                                           | Rozhodčí: Andris Ansons Kristian Vikman Čároví: Lauri Nikulainen Hannu Sormunen |
| 28 | 28 | Střely          | 28                                                              | Rozhodčí: Andris Ansons Kristian Vikman Čároví: Lauri Nikulainen Hannu Sormunen |

| 24. května 2021 19:15 | Česko | 3:2 PP (0:0, 2:1, 0:1 - 1:0) | Bělorusko | Olympijské sportovní centrum, Riga Návštěvnost: bez diváků |  |

| Zpráva | |                     | |                                                                             |
| Šimon Hrubec | Šimon Hrubec | Brankáři            | Alexei Kolosov                                                                                                | Rozhodčí: Tobias Björk Mads Frandsen Čároví: Ludvig Lundgren Emil Yletyinen |
| 29:44' Jan Kovář (Filip Hronek, Michal Moravčík) 33:03' Filip Zadina (Filip Hronek) 61:23' Dominik Kubalík (Robin Hanzl, Šimon Hrubec) | 29:44' Jan Kovář (Filip Hronek, Michal Moravčík) 33:03' Filip Zadina (Filip Hronek) 61:23' Dominik Kubalík (Robin Hanzl, Šimon Hrubec) | 0:1 1:1 2:1 2:2 3:2 | 25:52' Yegor Sharangovich (Sergej Kosticyn) 51:30' Vladislav Yeryomenko (Stanislav Lopachuk, Ilya Shinkevich) | Rozhodčí: Tobias Björk Mads Frandsen Čároví: Ludvig Lundgren Emil Yletyinen |
| 4 min | 4 min | Tresty              | 4 min | Rozhodčí: Tobias Björk Mads Frandsen Čároví: Ludvig Lundgren Emil Yletyinen |
| 38 | 38 | Střely              | 23 | Rozhodčí: Tobias Björk Mads Frandsen Čároví: Ludvig Lundgren Emil Yletyinen |

| 25. května 2021 15:15 | Velká Británie | 2:3 PP (1:2, 0:0, 1:0 - 0:1) | Dánsko | Olympijské sportovní centrum, Riga Návštěvnost: bez diváků |  |

| Zpráva                                                                         |                                                                                |                     | |                                                                                    |
| Sebastian Dahm                                                                 | Sebastian Dahm                                                                 | Brankáři            | Ben Bowns | Rozhodčí: Christoph Sternat Michael Tscherrig Čároví: David Obwegeser Jonas Merten |
| 02:33' Ben Oconnor (David Philips, Robert Dowd) 56:18' Mike Hammond (Ben Lake) | 02:33' Ben Oconnor (David Philips, Robert Dowd) 56:18' Mike Hammond (Ben Lake) | 1:0 1:1 1:2 2:2 2:3 | 10:19' Julian Jakobsen (Nicklas Jensen, Mikkel Boedker) 13:44' Nicklas Jensen (Markus Laurindsen, Mikkel Boedker) 64:35' Markus Lauridsen (Nicklas Jensen) | Rozhodčí: Christoph Sternat Michael Tscherrig Čároví: David Obwegeser Jonas Merten |
| 12 min                                                                         | 12 min                                                                         | Tresty              | 6 min | Rozhodčí: Christoph Sternat Michael Tscherrig Čároví: David Obwegeser Jonas Merten |
| 23                                                                             | 23                                                                             | Střely              | 32 | Rozhodčí: Christoph Sternat Michael Tscherrig Čároví: David Obwegeser Jonas Merten |

| 25. května 2021 19:15 | Švýcarsko | 0:7 (0:2, 0:2, 0:3) | Švédsko | Olympijské sportovní centrum, Riga Návštěvnost: bez diváků |  |

| Zpráva                          |                                 |                             | |                                                                            |
| Leonardo Genoni Melvin Nyffeler | Leonardo Genoni Melvin Nyffeler | Brankáři                    | Adam Reideborn | Rozhodčí: Roman Gofman Max Sidorenko Čároví: Dmitri Golyak Nikita Shalagin |
|                                 |                                 | 0:1 0:2 0:3 0:4 0:5 0:6 0:7 | 08:35' Jesper Frödén, (Lawrence Pilut, Magnus Nygren) 10:00' Adrian Kempe, (Henrik Tömmernes, Nils Lundkvist) 22:33' Victor Olofsson (Nils Lundkvist) 30:24' Jesper Frödén (Andreas Wingerli, Klas Dahbeck) 41:18' Magnus Nygren (Rickard Rakell, Adrian Kempe) 47:14' Dennis Rasmussen (Nils Lundkvist, Adrian Kempe) 50:46' Henrik Tömmernes (Jesper Frödén, Nils Lundkvist) | Rozhodčí: Roman Gofman Max Sidorenko Čároví: Dmitri Golyak Nikita Shalagin |
| 14 min                          | 14 min                          | Tresty                      | 10 min | Rozhodčí: Roman Gofman Max Sidorenko Čároví: Dmitri Golyak Nikita Shalagin |
| 28                              | 28                              | Střely                      | 27 | Rozhodčí: Roman Gofman Max Sidorenko Čároví: Dmitri Golyak Nikita Shalagin |

| 26. května 2021 15:15 | ROV | 3:0 (0:0, 1:0, 2:0) | Dánsko | Olympijské sportovní centrum, Riga Návštěvnost: bez diváků |  |

| Zpráva | |             |                |                                                                           |
| Alexander Samonov | Alexander Samonov | Brankáři    | Sebastian Dahm | Rozhodčí: Tobias Björk Mikael Nord Čároví: Ludvig Lundgren Emil Yletyinen |
| 39:18' Ivan Morozov (Dmitri Voronkov, Anton Burdasov) 49:41' Alexander Barabanov (bez asistence) 56:35' Dmitri Voronkov (Ivan Morozov) | 39:18' Ivan Morozov (Dmitri Voronkov, Anton Burdasov) 49:41' Alexander Barabanov (bez asistence) 56:35' Dmitri Voronkov (Ivan Morozov) | 1:0 2:0 3:0 |                | Rozhodčí: Tobias Björk Mikael Nord Čároví: Ludvig Lundgren Emil Yletyinen |
| 4 min | 4 min | Tresty      | 8 min          | Rozhodčí: Tobias Björk Mikael Nord Čároví: Ludvig Lundgren Emil Yletyinen |
| 31 | 31 | Střely      | 18             | Rozhodčí: Tobias Björk Mikael Nord Čároví: Ludvig Lundgren Emil Yletyinen |

| 26. května 2021 19:15 | Bělorusko | 3:4 (0:1, 1:2, 2:1) | Velká Británie | Olympijské sportovní centrum, Riga Návštěvnost: bez diváků |  |

| Zpráva | |                             | |                                                                   |
| Danny Taylor | Danny Taylor | Brankáři                    | Ben Bowns | Rozhodčí: Robin Šír Peter Stano Čároví: Jiří Ondráček Šimon Synek |
| 29:15' Vladislav Kodola (Nick Bailen, Shane Prince) 51:19' Geoff Platt (Francis Pare, Vladislav Kodola) 57:43' Shane Prince (Yegor Sharangovich, Alexei Protas) | 29:15' Vladislav Kodola (Nick Bailen, Shane Prince) 51:19' Geoff Platt (Francis Pare, Vladislav Kodola) 57:43' Shane Prince (Yegor Sharangovich, Alexei Protas) | 0:1 1:1 1:2 1:3 1:4 2:4 3:4 | 13:38' Liam Kirk (bez asistence) 37:06' Ben Davies (Matthew Myers) 38:35' Liam Kirk (Ben Oconnor, Robert Dowd) 48:41' Mike Hammond (Mark Richardson) | Rozhodčí: Robin Šír Peter Stano Čároví: Jiří Ondráček Šimon Synek |
| 6 min | 6 min | Tresty                      | 4 min | Rozhodčí: Robin Šír Peter Stano Čároví: Jiří Ondráček Šimon Synek |
| 36 | 36 | Střely                      | 26 | Rozhodčí: Robin Šír Peter Stano Čároví: Jiří Ondráček Šimon Synek |

| 27. května 2021 15:15 | Švýcarsko | 8:1 (1:0, 3:0, 4:1) | Slovensko | Olympijské sportovní centrum, Riga Návštěvnost: bez diváků |  |

| Zpráva | |                                     |                                        |                                                                                 |
| Reto Berra | Reto Berra | Brankáři                            | Július Hudáček                         | Rozhodčí: Martin Fraňo Olivier Gouin Čároví: Nicolas Constantineau Brian Oliver |
| 09:47' Raphael Diaz (Grégory Hofmann, Sven Andrighetto) 20:25' Sven Andrighetto (Raphael Diaz, Grégory Hofmann) 25:17' Romain Loeffel (Tristan Scherwey, Christoph Bertschy) 36:11' Grégory Hofmann (Enzo Corvi, Romain Loeffel) 40:38' Timo Meier (Santeri Alatalo, Philipp Kurashev) 44:34' Philipp Kurashev (Ramon Untersander, Andreas Ambühl) 52:39' Grégory Hofmann (Andreas Ambühl, Sven Andrighetto) 54:03' Romain Loeffel (Janis Moser, Christoph Bertschy) | 09:47' Raphael Diaz (Grégory Hofmann, Sven Andrighetto) 20:25' Sven Andrighetto (Raphael Diaz, Grégory Hofmann) 25:17' Romain Loeffel (Tristan Scherwey, Christoph Bertschy) 36:11' Grégory Hofmann (Enzo Corvi, Romain Loeffel) 40:38' Timo Meier (Santeri Alatalo, Philipp Kurashev) 44:34' Philipp Kurashev (Ramon Untersander, Andreas Ambühl) 52:39' Grégory Hofmann (Andreas Ambühl, Sven Andrighetto) 54:03' Romain Loeffel (Janis Moser, Christoph Bertschy) | 1:0 2:0 3:0 4:0 5:0 6:0 6:1 7:1 8:1 | 45:12' Michal Krištof (Peter Cehlárik) | Rozhodčí: Martin Fraňo Olivier Gouin Čároví: Nicolas Constantineau Brian Oliver |
| 8 min | 8 min | Tresty                              | 60 min                                 | Rozhodčí: Martin Fraňo Olivier Gouin Čároví: Nicolas Constantineau Brian Oliver |
| 28 | 28 | Střely                              | 24                                     | Rozhodčí: Martin Fraňo Olivier Gouin Čároví: Nicolas Constantineau Brian Oliver |

| 27. května 2021 19:15 | Švédsko | 2:4 (2:0, 0:0, 0:4) | Česko | Olympijské sportovní centrum, Riga Návštěvnost: bez diváků |  |

| Zpráva                                                                                    |                                                                                           |                         | |                                                                             |
| Adam Reideborn                                                                            | Adam Reideborn                                                                            | Brankáři                | Šimon Hrubec | Rozhodčí: Roman Gofman Yevgeni Romasko Čároví: Gleb Lazarev Nikita Shalagin |
| 12:08' Andreas Wingerli (Max Friberg) 15:02' Rickard Rakell (Adrian Kempe, Magnus Nygren) | 12:08' Andreas Wingerli (Max Friberg) 15:02' Rickard Rakell (Adrian Kempe, Magnus Nygren) | 1:0 2:0 2:1 2:2 2:3 2:4 | 41:10' Jakub Vrána (Matěj Stránský) 44:53' Jan Kovář (Jiří Sekáč, Dominik Kubalík) 48:17' Lukáš Klok (Jan Kovář) 58:26' Jakub Flek (Dominik Kubalík) | Rozhodčí: Roman Gofman Yevgeni Romasko Čároví: Gleb Lazarev Nikita Shalagin |
| 10 min                                                                                    | 10 min                                                                                    | Tresty                  | 10 min | Rozhodčí: Roman Gofman Yevgeni Romasko Čároví: Gleb Lazarev Nikita Shalagin |
| 29                                                                                        | 29                                                                                        | Střely                  | 24 | Rozhodčí: Roman Gofman Yevgeni Romasko Čároví: Gleb Lazarev Nikita Shalagin |

| 28. května 2021 15:15 | Švédsko | 4:1 (1:1, 2:0, 1:0) | Velká Británie | Olympijské sportovní centrum, Riga Návštěvnost: bez diváků |  |

| Zpráva | |                     |                                   |                                                                              |
| Viktor Fasth | Viktor Fasth | Brankáři            | Ben Bowns                         | Rozhodčí: Andris Ansons Kristian Vikman Čároví: Lauri Nikulainen Davis Zunde |
| 15:18' Marcus Sorensen (Victor Olofsson, Henrik Tömmernes) 27:00' Jonathan Pudas (Lawrence Pilut, Andreas Wingerli) 32:08' Mario Kempe (Marcus Sorensen) 52:34' Mario Kempe (Marcus Sorensen) | 15:18' Marcus Sorensen (Victor Olofsson, Henrik Tömmernes) 27:00' Jonathan Pudas (Lawrence Pilut, Andreas Wingerli) 32:08' Mario Kempe (Marcus Sorensen) 52:34' Mario Kempe (Marcus Sorensen) | 0:1 1:1 2:1 3:1 4:1 | 07:20' Liam Kirk (David Phillips) | Rozhodčí: Andris Ansons Kristian Vikman Čároví: Lauri Nikulainen Davis Zunde |
| 0 min | 0 min | Tresty              | 8 min                             | Rozhodčí: Andris Ansons Kristian Vikman Čároví: Lauri Nikulainen Davis Zunde |
| 56 | 56 | Střely              | 14                                | Rozhodčí: Andris Ansons Kristian Vikman Čároví: Lauri Nikulainen Davis Zunde |

| 28. května 2021 19:15 | Dánsko | 5:2 (1:1, 0:1, 4:0) | Bělorusko | Olympijské sportovní centrum, Riga Návštěvnost: bez diváků |  |

| Zpráva | |                             | |                                                                                  |
| Sebastian Dahm | Sebastian Dahm | Brankáři                    | Alexei Kolosov | Rozhodčí: André Schrader Christoph Sternat Čároví: David Obwegeser Elias Seewald |
| 05:29' Nicolai Meyer (Markus Lauridsen) 44:58' Matthias Asperup (Mathias From, Jesper Aabo) 47:48' Mathias From (Alexander True) 49:53' Markus Lauridsen (Nichlas Hardt, Matias Lassen) 52:15' Alexander True (Matias Lassen, Nichlas Hardt) | 05:29' Nicolai Meyer (Markus Lauridsen) 44:58' Matthias Asperup (Mathias From, Jesper Aabo) 47:48' Mathias From (Alexander True) 49:53' Markus Lauridsen (Nichlas Hardt, Matias Lassen) 52:15' Alexander True (Matias Lassen, Nichlas Hardt) | 0:1 1:1 1:2 2:2 3:2 4:2 5:2 | 02:12' Artyom Demkov (Vladislav Kodola, Dmitri Korobov) 30:20' Mikhail Stefanovich (Stepan Falkovski, Alexei Protas) | Rozhodčí: André Schrader Christoph Sternat Čároví: David Obwegeser Elias Seewald |
| 6 min | 6 min | Tresty                      | 29 min | Rozhodčí: André Schrader Christoph Sternat Čároví: David Obwegeser Elias Seewald |
| 37 | 37 | Střely                      | 18 | Rozhodčí: André Schrader Christoph Sternat Čároví: David Obwegeser Elias Seewald |

| 29. května 2021 11:15 | Česko | 6:1 (1:0, 3:1, 2:0) | Velká Británie | Olympijské sportovní centrum, Riga Návštěvnost: bez diváků |  |

| Zpráva | |                             |                                                   |                                                                                  |
| Roman Will | Roman Will | Brankáři                    | Jackson Whistle                                   | Rozhodčí: Mads Frandsen Mikael Nord Čároví: Andreas Weise Kroyer Ludvig Lundgren |
| 08:01' Lukáš Klok (Michael Špaček) 20:33' Filip Hronek (Filip Zadina) 24:29' Libor Šulák (Michael Špaček, Jiří Sekáč) 32:07' Filip Chytil (David Musil) 51:33' Radan Lenc (Robin Hanzl) 57:58' Libor Šulák (Robin Hanzl, Lukáš Klok) | 08:01' Lukáš Klok (Michael Špaček) 20:33' Filip Hronek (Filip Zadina) 24:29' Libor Šulák (Michael Špaček, Jiří Sekáč) 32:07' Filip Chytil (David Musil) 51:33' Radan Lenc (Robin Hanzl) 57:58' Libor Šulák (Robin Hanzl, Lukáš Klok) | 1:0 2:0 3:0 4:0 4:1 5:1 6:1 | 39:37' Matthew Myers (Mark Richardson, Liam Kirk) | Rozhodčí: Mads Frandsen Mikael Nord Čároví: Andreas Weise Kroyer Ludvig Lundgren |
| 6 min | 6 min | Tresty                      | 16 min                                            | Rozhodčí: Mads Frandsen Mikael Nord Čároví: Andreas Weise Kroyer Ludvig Lundgren |
| 46 | 46 | Střely                      | 19                                                | Rozhodčí: Mads Frandsen Mikael Nord Čároví: Andreas Weise Kroyer Ludvig Lundgren |

| 29. května 2021 15:15 | Švýcarsko | 1:4 (0:0, 0:1, 1:3) | ROV | Olympijské sportovní centrum, Riga Návštěvnost: bez diváků |  |

| Zpráva                               |                                      |                     | |                                                                                       |
| Reto Berra                           | Reto Berra                           | Brankáři            | Alexander Samonov | Rozhodčí: Andrew Bruggeman Olivier Gouin Čároví: Nicolas Constantineau Dustin McCrank |
| 48:12' Nico Hischier (Andres Ambühl) | 48:12' Nico Hischier (Andres Ambühl) | 0:1 1:1 1:2 1:3 1:4 | 35:01' Anton Burdasov (Emil Galimov) 50:26' Pavel Karnaukhov (Sergei Tolchinski, Alexander Barabanov) 52:38' Sergei Tolchinski (Anton Slepyshev, Ivan Provorov) 59:58' Sergei Tolchinski (Alexander Barabanov, Pavel Karnaukhov) | Rozhodčí: Andrew Bruggeman Olivier Gouin Čároví: Nicolas Constantineau Dustin McCrank |
| 2 min                                | 2 min                                | Tresty              | 4 min | Rozhodčí: Andrew Bruggeman Olivier Gouin Čároví: Nicolas Constantineau Dustin McCrank |
| 23                                   | 23                                   | Střely              | 26 | Rozhodčí: Andrew Bruggeman Olivier Gouin Čároví: Nicolas Constantineau Dustin McCrank |

| 29. května 2021 19:15 | Slovensko | 2:0 (0:0, 0:0, 2:0) | Dánsko | Olympijské sportovní centrum, Riga Návštěvnost: bez diváků |  |

| Zpráva                                                                                                  | |          |                |                                                                            |
| Július Hudáček                                                                                          | Július Hudáček                                                                                          | Brankáři | Sebastian Dahm | Rozhodčí: Andris Ansons Lassi Heikkinen Čároví: Hannu Sormunen Davis Zunde |
| 47:13' Peter Cehlárik (Marek Hrivík, Róbert Lantosi) 52:25' Adam Jánošík (Róbert Lantosi, Marek Hrivík) | 47:13' Peter Cehlárik (Marek Hrivík, Róbert Lantosi) 52:25' Adam Jánošík (Róbert Lantosi, Marek Hrivík) | 1:0 2:0  |                | Rozhodčí: Andris Ansons Lassi Heikkinen Čároví: Hannu Sormunen Davis Zunde |
| 6 min                                                                                                   | 6 min                                                                                                   | Tresty   | 2 min          | Rozhodčí: Andris Ansons Lassi Heikkinen Čároví: Hannu Sormunen Davis Zunde |
| 34 | 34 | Střely   | 24             | Rozhodčí: Andris Ansons Lassi Heikkinen Čároví: Hannu Sormunen Davis Zunde |

| 30. května 2021 15:15 | Bělorusko | 0:6 (0:2, 0:2, 0:2) | Švýcarsko | Olympijské sportovní centrum, Riga Návštěvnost: bez diváků |  |

| Zpráva                            |                                   |                         | |                                                                                |
| Konstantin Shostak Alexei Kolosov | Konstantin Shostak Alexei Kolosov | Brankáři                | Leonardo Genoni | Rozhodčí: Tobias Björk Mikael Nord Čároví: Andreas Weise Kroyer Emil Yletyinen |
|                                   |                                   | 0:1 0:2 0:3 0:4 0:5 0:6 | 00:36' Christoph Bertschy (Fabrice Herzog, Tristan Scherwey) 18:01' Joel Vermin (Timo Meier) 21:09' Sven Andrighetto (Joel Vermin) 32:15' Grégory Hofmann (Enzo Corvi) 52:03' Joel Vermin (Timo Meier) 57:43' Fabrice Herzog (Nico Hischier) | Rozhodčí: Tobias Björk Mikael Nord Čároví: Andreas Weise Kroyer Emil Yletyinen |
| 18 min                            | 18 min                            | Tresty                  | 18 min | Rozhodčí: Tobias Björk Mikael Nord Čároví: Andreas Weise Kroyer Emil Yletyinen |
| 20                                | 20                                | Střely                  | 42 | Rozhodčí: Tobias Björk Mikael Nord Čároví: Andreas Weise Kroyer Emil Yletyinen |

| 30. května 2021 19:15 | Švédsko | 3:1 (0:1, 1:0, 2:0) | Slovensko | Olympijské sportovní centrum, Riga Návštěvnost: bez diváků |  |

| Zpráva | |                 |                                       |                                                                                  |
| Adam Reideborn | Adam Reideborn | Brankáři        | Adam Húska                            | Rozhodčí: André Schrader Michael Tscherrig Čároví: David Obwegeser Elias Seewald |
| 30:15' Marcus Sorensen (Max Friberg) 51:38' Victor Olofsson (Henrik Tömmernes) 59:47' Isac Lundeström (Filip Hallander) | 30:15' Marcus Sorensen (Max Friberg) 51:38' Victor Olofsson (Henrik Tömmernes) 59:47' Isac Lundeström (Filip Hallander) | 0:1 1:1 2:1 3:1 | 19:07' Peter Cehlárik (bez asistence) | Rozhodčí: André Schrader Michael Tscherrig Čároví: David Obwegeser Elias Seewald |
| 10 min | 10 min | Tresty          | 6 min                                 | Rozhodčí: André Schrader Michael Tscherrig Čároví: David Obwegeser Elias Seewald |
| 29 | 29 | Střely          | 30                                    | Rozhodčí: André Schrader Michael Tscherrig Čároví: David Obwegeser Elias Seewald |

| 31. května 2021 15:15 | Česko | 2:1 SN (0:1, 0:0, 1:0 - 0:0 - 4:3) | Dánsko | Olympijské sportovní centrum, Riga Návštěvnost: bez diváků |  |

| Zpráva                                                                                            |                                                                                                   |                            | |                                                                             |
| Šimon Hrubec Roman Will                                                                           | Šimon Hrubec Roman Will                                                                           | Brankáři                   | Sebastian Dahm Mads Sogaard | Rozhodčí: Roman Gofman Yevgeni Romasko Čároví: Gleb Lazarev Nikita Shalagin |
| 45:23' Dominik Kubalík (Filip Chytil, Jakub Vrána) Robin Hanzl Jakub Vrána Jan Kovář Filip Chytil | 45:23' Dominik Kubalík (Filip Chytil, Jakub Vrána) Robin Hanzl Jakub Vrána Jan Kovář Filip Chytil | 0:1 1:1 Samostatné nájezdy | 03:41' Nicklas Jensen (Markus Lauridsen, Nicolai Meyer) Nicolai Meyer Mathias Bau Nicklas Jensen Alexander True Niklas Andersen | Rozhodčí: Roman Gofman Yevgeni Romasko Čároví: Gleb Lazarev Nikita Shalagin |
| 4 min                                                                                             | 4 min                                                                                             | Tresty                     | 8 min | Rozhodčí: Roman Gofman Yevgeni Romasko Čároví: Gleb Lazarev Nikita Shalagin |
| 39                                                                                                | 39                                                                                                | Střely                     | 13 | Rozhodčí: Roman Gofman Yevgeni Romasko Čároví: Gleb Lazarev Nikita Shalagin |

| 31. května 2021 19:15 | ROV | 3:2 SN (0:1, 0:0, 2:1 - 0:0 - 3:2) | Švédsko | Olympijské sportovní centrum, Riga Návštěvnost: bez diváků |  |

| Zpráva | |                                    | |                                                                                     |
| Alexander Samonov | Alexander Samonov | Brankáři                           | Adam Reideborn | Rozhodčí: Andrew Bruggeman Olivier Gouin Čároví: Nicolas Constantineau Brian Oliver |
| 52:34' Anton Slepyshev (Dmitri Orlov) 52:46' Alexander Barabanov (Vladimir Tarasenko, Nikita Něstěrov) Anton Slepyshev Ivan Morozov Anton Burdasov Sergei Tolchinski Vladimir Tarasenko | 52:34' Anton Slepyshev (Dmitri Orlov) 52:46' Alexander Barabanov (Vladimir Tarasenko, Nikita Něstěrov) Anton Slepyshev Ivan Morozov Anton Burdasov Sergei Tolchinski Vladimir Tarasenko | 0:1 1:1 2:1 2:2 Samostatné nájezdy | 08:06' Jesper Frödén (Oscar Lindberg, Adrian Kempe) 55:17' Victor Olofsson (Jesper Sellgren, Isac Lundeström) Rickard Rakell Victor Olofsson Adrian Kempe Jonathan Pudas Marcus Sorensen | Rozhodčí: Andrew Bruggeman Olivier Gouin Čároví: Nicolas Constantineau Brian Oliver |
| 10 min | 10 min | Tresty                             | 4 min | Rozhodčí: Andrew Bruggeman Olivier Gouin Čároví: Nicolas Constantineau Brian Oliver |
| 27 | 27 | Střely                             | 30 | Rozhodčí: Andrew Bruggeman Olivier Gouin Čároví: Nicolas Constantineau Brian Oliver |

| 1. června 2021 11:15 | Švýcarsko | 6:3 (2:1, 4:1, 0:1) | Velká Británie | Olympijské sportovní centrum, Riga Návštěvnost: bez diváků |  |

| Zpráva | |                                     | |                                                                     |
| Reto Berra Melvin Nyffeler | Reto Berra Melvin Nyffeler | Brankáři                            | Ben Bowns Jackson Whistle | Rozhodčí: Martin Fraňo Robin Šír Čároví: Daniel Hynek Jiří Ondráček |
| 10:31' Grégory Hofmann (Enzo Corvi, Janis Moser) 16:42' Romain Loeffel (Tristan Scherwey, Jonas Siegenthaler) 30:07' Santeri Alatalo (Enzo Corvi, Nico Hischier) 30:20' Christoph Bertschy (Tristan Scherwey) 36:09' Christoph Bertschy (Raphael Diaz, Tristan Scherwey) 37:45' Nico Hischier (Philipp Kurashev) | 10:31' Grégory Hofmann (Enzo Corvi, Janis Moser) 16:42' Romain Loeffel (Tristan Scherwey, Jonas Siegenthaler) 30:07' Santeri Alatalo (Enzo Corvi, Nico Hischier) 30:20' Christoph Bertschy (Tristan Scherwey) 36:09' Christoph Bertschy (Raphael Diaz, Tristan Scherwey) 37:45' Nico Hischier (Philipp Kurashev) | 1:0 1:1 2:1 2:2 3:2 4:2 5:2 6:2 6:3 | 11:08' Liam Kirk (bez asistence) 25:34' Liam Kirk (Mark Richardson, Mike Hammond) 53:58' Brendan Connolly (Liam Kirk, Mike Hammond) | Rozhodčí: Martin Fraňo Robin Šír Čároví: Daniel Hynek Jiří Ondráček |
| 16 min | 16 min | Tresty                              | 8 min | Rozhodčí: Martin Fraňo Robin Šír Čároví: Daniel Hynek Jiří Ondráček |
| 53 | 53 | Střely                              | 26 | Rozhodčí: Martin Fraňo Robin Šír Čároví: Daniel Hynek Jiří Ondráček |

| 1. června 2021 15:15 | Slovensko | 3:7 (0:2, 1:2, 2:3) | Česko | Olympijské sportovní centrum, Riga Návštěvnost: 1 |  |

| Zpráva | |                                         | |                                                                                     |
| Július Hudáček Adam Húska | Július Hudáček Adam Húska | Brankáři                                | Roman Will | Rozhodčí: Andrew Bruggeman Olivier Gouin Čároví: Nicolas Constantineau Brian Oliver |
| 26:53' Matúš Sukeľ (Martin Faško-Rudáš) 48:45' Martin Bučko (Adrián Holešinský, Dávid Buc) 58:57' Kristián Pospíšil (Peter Cehlárik, Daniel Gachulinec) | 26:53' Matúš Sukeľ (Martin Faško-Rudáš) 48:45' Martin Bučko (Adrián Holešinský, Dávid Buc) 58:57' Kristián Pospíšil (Peter Cehlárik, Daniel Gachulinec) | 0:1 0:2 0:3 1:3 1:4 1:5 1:6 2:6 3:6 3:7 | 00:29' Filip Zadina (Libor Hájek, Michal Moravčík) 15:04' Michael Špaček (Filip Zadina) 22:49' Lukáš Radil (Andrej Šustr, Libor Šulák) 39:49' Libor Šulák (Michael Špaček) 43:31' Matěj Stránský (bez asistence) 45:47' Matěj Blümel (Matěj Stránský, Michal Moravčík) 59:43' Libor Hájek (Robin Hanzl, Jiří Smejkal) | Rozhodčí: Andrew Bruggeman Olivier Gouin Čároví: Nicolas Constantineau Brian Oliver |
| 6 min | 6 min | Tresty                                  | 6 min | Rozhodčí: Andrew Bruggeman Olivier Gouin Čároví: Nicolas Constantineau Brian Oliver |
| 25 | 25 | Střely                                  | 28 | Rozhodčí: Andrew Bruggeman Olivier Gouin Čároví: Nicolas Constantineau Brian Oliver |

| 1. června 2021 19:15 | ROV | 6:0 (5:0, 0:0, 1:0) | Bělorusko | Olympijské sportovní centrum, Riga Návštěvnost: bez diváků |  |

| Zpráva | |                         |                                   |                                                                               |
| Alexander Samonov | Alexander Samonov | Brankáři                | Konstantin Shostak Alexei Kolosov | Rozhodčí: André Schrader Christoph Sternat Čároví: Jonas Merten Elias Seewald |
| 00:36' Nikita Něstěrov (Michail Grigorenko) 04:29' Emil Galimov (Vladislav Gavrikov) 09:06' Max Shalunov (Nikita Zadov, Nikita Něstěrov) 10:52' Michail Grigorenko (Anton Slepyshev, Dmitri Voronkov) 16:28' Nikita Něstěrov (Vladimir Tarasenko, Alexander Barabanov) 52:08' Dmitri Voronkov (Anton Slepyshev, Michail Grigorenko) | 00:36' Nikita Něstěrov (Michail Grigorenko) 04:29' Emil Galimov (Vladislav Gavrikov) 09:06' Max Shalunov (Nikita Zadov, Nikita Něstěrov) 10:52' Michail Grigorenko (Anton Slepyshev, Dmitri Voronkov) 16:28' Nikita Něstěrov (Vladimir Tarasenko, Alexander Barabanov) 52:08' Dmitri Voronkov (Anton Slepyshev, Michail Grigorenko) | 1:0 2:0 3:0 4:0 5:0 6:0 |                                   | Rozhodčí: André Schrader Christoph Sternat Čároví: Jonas Merten Elias Seewald |
| 6 min | 6 min | Tresty                  | 12 min                            | Rozhodčí: André Schrader Christoph Sternat Čároví: Jonas Merten Elias Seewald |
| 32 | 32 | Střely                  | 19                                | Rozhodčí: André Schrader Christoph Sternat Čároví: Jonas Merten Elias Seewald |

### Skupina B

#### Tabulka
|  | Týmy postupující do čtvrtfinále |

| Poř. | Tým        | Z | V | VP | PP | P | GV | GI | +/− | B  |
| ---- | ---------- | - | - | -- | -- | - | -- | -- | --- | -- |
| 1.   | USA        | 7 | 6 | 0  | 0  | 1 | 21 | 8  | +13 | 18 |
| 2.   | Finsko     | 7 | 4 | 2  | 1  | 0 | 19 | 10 | +9  | 17 |
| 3.   | Německo    | 7 | 4 | 0  | 0  | 3 | 22 | 14 | +8  | 12 |
| 4.   | Kanada     | 7 | 3 | 0  | 1  | 3 | 19 | 18 | +1  | 10 |
| 5.   | Kazachstán | 7 | 2 | 2  | 0  | 3 | 22 | 18 | +4  | 10 |
| 6.   | Lotyšsko   | 7 | 2 | 0  | 3  | 2 | 15 | 16 | −1  | 9  |
| 7.   | Norsko     | 7 | 2 | 1  | 0  | 4 | 17 | 21 | −4  | 8  |
| 8.   | Itálie     | 7 | 0 | 0  | 0  | 7 | 11 | 41 | −30 | 0  |

#### Zápasy
Všechny časy zápasů jsou uvedeny ve středoevropském letním čase (UTC+02).
| 21. května 2021 15:15 | Německo | 9:4 (2:2, 5:0, 2:2) | Itálie | Aréna Riga, Riga Návštěvnost: bez diváků |  |

| Zpráva | |                                                     | |                                                                             |
| Felix Brückmann | Felix Brückmann | Brankáři                                            | Justin Fazio | Rozhodčí: Andrew Bruggeman Martin Fraňo Čároví: Dustin McCrank Brian Oliver |
| 15:56' Tom Kühnhackl (Nicolas Krammer) 18:44' Moritz Müller (Markus Eisenschmid, Stefan Loibl) 24:23' Tobias Rieder (Tom Kühnhackl, Nicolas Krammer) 27:47' Frederik Tiffels (Markus Eisenschmid, Matthias Plachta) 35:13' Marcel Noebels (Jonas Müller, Leonhard Pföderl) 37:52' Lukas Reichel (Moritz Seider) 38:35' Marcel Noebels (Leonhard Pföderl, Lukas Reichel) 42:52' Matthias Plachta (Frederik Tiffels, Korbinian Holzer) 48:41' Leonhard Pföderl (Marcel Noebels, Lukas Reichel) | 15:56' Tom Kühnhackl (Nicolas Krammer) 18:44' Moritz Müller (Markus Eisenschmid, Stefan Loibl) 24:23' Tobias Rieder (Tom Kühnhackl, Nicolas Krammer) 27:47' Frederik Tiffels (Markus Eisenschmid, Matthias Plachta) 35:13' Marcel Noebels (Jonas Müller, Leonhard Pföderl) 37:52' Lukas Reichel (Moritz Seider) 38:35' Marcel Noebels (Leonhard Pföderl, Lukas Reichel) 42:52' Matthias Plachta (Frederik Tiffels, Korbinian Holzer) 48:41' Leonhard Pföderl (Marcel Noebels, Lukas Reichel) | 1:0 1:1 1:2 2:2 3:2 4:2 5:2 6:2 7:2 8:2 8:3 8:4 9:4 | 17:42' Alex Petan (Miceli Angelo) 18:07' Luca Frigo (Marco Magnabosco, Anthony Bardaro) 43:22' Anthony Bardaro (Ivan Deluca) 44:05' Daniel Frank (Luca Frigo) | Rozhodčí: Andrew Bruggeman Martin Fraňo Čároví: Dustin McCrank Brian Oliver |
| 29 min | 29 min | Tresty                                              | 6 min | Rozhodčí: Andrew Bruggeman Martin Fraňo Čároví: Dustin McCrank Brian Oliver |
| 52 | 52 | Střely                                              | 14 | Rozhodčí: Andrew Bruggeman Martin Fraňo Čároví: Dustin McCrank Brian Oliver |

| 21. května 2021 19:15 | Kanada | 0:2 (0:1, 0:1, 0:0) | Lotyšsko | Aréna Riga, Riga Návštěvnost: bez diváků |  |

| Zpráva        |               |          |                                                                                             |                                                                                 |
| Darcy Kuemper | Darcy Kuemper | Brankáři | Matiss Kivlenieks                                                                           | Rozhodčí: André Schrader Michael Tscherrig Čároví: Jonas Merten David Obwegeser |
|               |               | 0:1 0:2  | 19:58' Miks Indrašis (Ronalds Kenins, Ralfs Freibergs) 28:39' Oskars Batna (Ronalds Kenins) | Rozhodčí: André Schrader Michael Tscherrig Čároví: Jonas Merten David Obwegeser |
| 8 min         | 8 min         | Tresty   | 8 min                                                                                       | Rozhodčí: André Schrader Michael Tscherrig Čároví: Jonas Merten David Obwegeser |
| 38            | 38            | Střely   | 17                                                                                          | Rozhodčí: André Schrader Michael Tscherrig Čároví: Jonas Merten David Obwegeser |

| 22. května 2021 11:15 | Norsko | 1:5 (0:1, 1:3, 0:1) | Německo | Aréna Riga, Riga Návštěvnost: bez diváků |  |

| Zpráva                                             |                                                    |                         | |                                                                                       |
| Henrik Haukeland                                   | Henrik Haukeland                                   | Brankáři                | Mathias Niederberger | Rozhodčí: Andrew Bruggeman Olivier Gouin Čároví: Nicolas Constantineau Dustin McCrank |
| 36:21' Emil Lilleberg (Mathis Olimb, Michael Haga) | 36:21' Emil Lilleberg (Mathis Olimb, Michael Haga) | 0:1 0:2 0:3 0:4 1:4 1:5 | 19:44' Matthias Plachta (Moritz Müller, Moritz Seider) 23:19' Leon Gawanke (Marcel Brandt, Marcel Noebels) 26:04' Leonhard Pföderl (Lukas Reichel, Marcel Noebels) 30:35' Lukas Reichel (bez asistence) 44:41' Lean Bergmann (Marco Nowak, Nicolas Krammer) | Rozhodčí: Andrew Bruggeman Olivier Gouin Čároví: Nicolas Constantineau Dustin McCrank |
| 16 min                                             | 16 min                                             | Tresty                  | 4 min | Rozhodčí: Andrew Bruggeman Olivier Gouin Čároví: Nicolas Constantineau Dustin McCrank |
| 25                                                 | 25                                                 | Střely                  | 26 | Rozhodčí: Andrew Bruggeman Olivier Gouin Čároví: Nicolas Constantineau Dustin McCrank |

| 22. května 2021 15:15 | Finsko | 2:1 (0:0, 2:1, 0:0) | USA | Aréna Riga, Riga Návštěvnost: bez diváků |  |

| Zpráva                                                                                                | |             |                                            |                                                                          |
| Jussi Olkinuora                                                                                       | Jussi Olkinuora                                                                                       | Brankáři    | Cal Petersen                               | Rozhodčí: Antonín Jeřábek Peter Stano Čároví: Daniel Hynek Jiří Ondráček |
| 26:54' Atte Ohtamaa (Saku Maenalanen, Marko Anttila) 35:41' Iiro Pakarinen (Olli Maatta, Ville Pokka) | 26:54' Atte Ohtamaa (Saku Maenalanen, Marko Anttila) 35:41' Iiro Pakarinen (Olli Maatta, Ville Pokka) | 1:0 2:0 2:1 | 38:01' Jason Robertson (Christian Wolanin) | Rozhodčí: Antonín Jeřábek Peter Stano Čároví: Daniel Hynek Jiří Ondráček |
| 4 min                                                                                                 | 4 min                                                                                                 | Tresty      | 2 min                                      | Rozhodčí: Antonín Jeřábek Peter Stano Čároví: Daniel Hynek Jiří Ondráček |
| 29 | 29 | Střely      | 30                                         | Rozhodčí: Antonín Jeřábek Peter Stano Čároví: Daniel Hynek Jiří Ondráček |

| 22. května 2021 19:15 | Lotyšsko | 2:3 SN (0:0, 1:1, 1:1 - 0:0 - 3:4) | Kazachstán | Aréna Riga, Riga Návštěvnost: bez diváků |  |

| Zpráva | |                                    | |                                                                                 |
| Matiss Kivlenieks | Matiss Kivlenieks | Brankáři                           | Nikita Bojarkin | Rozhodčí: Mads Frandsen Mikael Nord Čároví: Andreas Weise Kroyer Emil Yletyinen |
| 27:44' Lauris Darzinš (Kaspars Daugavinš) 45:25' Rihards Bukarts (Oskars Cibulskis)) Miks Indrašis Lauris Darzinš Roberts Bukarts Kaspars Daugavins Rihards Bukarts Miks Indrašis Lauris Darzinš Roberts Bukarts | 27:44' Lauris Darzinš (Kaspars Daugavinš) 45:25' Rihards Bukarts (Oskars Cibulskis)) Miks Indrašis Lauris Darzinš Roberts Bukarts Kaspars Daugavins Rihards Bukarts Miks Indrašis Lauris Darzinš Roberts Bukarts | 1:0 1:1 2:1 2:2 Samostatné nájezdy | 38:59' Alexander Shin (Roman Starchenko, Darren Dietz) 45:37' Jesse Blacker (Viktor Svedberg, Anton Sagadeyev) Alexander Shin Curtis Valk Nikita Mikhailis Roman Starchenko Darren Dietz Roman Starchenko Nikita Mikhailis Yevgeni Rymarev | Rozhodčí: Mads Frandsen Mikael Nord Čároví: Andreas Weise Kroyer Emil Yletyinen |
| 8 min | 8 min | Tresty                             | 4 min | Rozhodčí: Mads Frandsen Mikael Nord Čároví: Andreas Weise Kroyer Emil Yletyinen |
| 14 | 14 | Střely                             | 32 | Rozhodčí: Mads Frandsen Mikael Nord Čároví: Andreas Weise Kroyer Emil Yletyinen |

| 23. května 2021 11:15 | Norsko | 4:1 (1:0, 2:0, 1:1) | Itálie | Aréna Riga, Riga Návštěvnost: bez diváků |  |

| Zpráva | |                     |                                                              |                                                                             |
| Henrik Haukeland | Henrik Haukeland | Brankáři            | Justin Fazio                                                 | Rozhodčí: Tobias Björk Mads Frandsen Čároví: Ludvig Lundgren Emil Yletyinen |
| 10:04' Mathias Trettenes (Sondre Olden, Erlend Lesund) 25:12' Mats Rosseli Olsen (Ken Andre Olimb, Stefan Espeland) 36:01' Mathias Trettenes (Sondre Olden, Tobias Lindström) 40:59' Mathias Trettenes (Erlend Lesund, Tobias Lindström) | 10:04' Mathias Trettenes (Sondre Olden, Erlend Lesund) 25:12' Mats Rosseli Olsen (Ken Andre Olimb, Stefan Espeland) 36:01' Mathias Trettenes (Sondre Olden, Tobias Lindström) 40:59' Mathias Trettenes (Erlend Lesund, Tobias Lindström) | 1:0 2:0 3:0 4:0 4:1 | 51:55' Daniel Frank (Raphael Andergassen, Stefano Marchetti) | Rozhodčí: Tobias Björk Mads Frandsen Čároví: Ludvig Lundgren Emil Yletyinen |
| 2 min | 2 min | Tresty              | 18 min                                                       | Rozhodčí: Tobias Björk Mads Frandsen Čároví: Ludvig Lundgren Emil Yletyinen |
| 39 | 39 | Střely              | 18                                                           | Rozhodčí: Tobias Björk Mads Frandsen Čároví: Ludvig Lundgren Emil Yletyinen |

| 23. května 2021 15:15 | Kazachstán | 2:1 SN (0:0, 1:1, 0:0 - 0:0 - 3:1) | Finsko | Aréna Riga, Riga Návštěvnost: bez diváků |  |

| Zpráva                                                                                                 | |                            | |                                                                              |
| Nikita Boyarkin                                                                                        | Nikita Boyarkin                                                                                        | Brankáři                   | Harri Säteri | Rozhodčí: Yevgeni Romasko Max Sidorenko Čároví: Gleb Lazarev Nikita Shalagin |
| 35:56' Kirill Panyukov (Nikita Mikhailis) Alexander Shin Curtis Valk Nikita Mikhailis Roman Starchenko | 35:56' Kirill Panyukov (Nikita Mikhailis) Alexander Shin Curtis Valk Nikita Mikhailis Roman Starchenko | 0:1 1:1 Samostatné nájezdy | 33:24' Anton Lundell (Petteri Lindbohm, Mikael Ruohomaa) Teemu Turunen Oliwer Kaski Arttu Ruotsalainen Jere Karjalainen | Rozhodčí: Yevgeni Romasko Max Sidorenko Čároví: Gleb Lazarev Nikita Shalagin |
| 4 min                                                                                                  | 4 min                                                                                                  | Tresty                     | 4 min | Rozhodčí: Yevgeni Romasko Max Sidorenko Čároví: Gleb Lazarev Nikita Shalagin |
| 20 | 20 | Střely                     | 51 | Rozhodčí: Yevgeni Romasko Max Sidorenko Čároví: Gleb Lazarev Nikita Shalagin |

| 23. května 2021 19:15 | Kanada | 1:5 (0:1, 0:3, 1:1) | USA | Aréna Riga, Riga Návštěvnost: bez diváků |  |

| Zpráva                                  |                                         |                         | |                                                                                  |
| Darcy Kuemper Adin Hill                 | Darcy Kuemper Adin Hill                 | Brankáři                | Anthony Stolarz Jake Oettinger | Rozhodčí: Christoph Sternat André Schrader Čároví: Elias Seewald David Obwegeser |
| 51:35' Maxime Comtois (Nicolas Beaudin) | 51:35' Maxime Comtois (Nicolas Beaudin) | 0:1 0:2 0:3 0:4 1:4 1:5 | 07:42' Jason Robertson (Conor Garland) 21:19' Adam Clendening (Matt Hellickson) 23:27' Trevor Moore (Jason Robertson) 38:20' Trevor Moore (Conor Garland) 57:06' Matt Tennyson (Adam Clendening) | Rozhodčí: Christoph Sternat André Schrader Čároví: Elias Seewald David Obwegeser |
| 6 min                                   | 6 min                                   | Tresty                  | 4 min | Rozhodčí: Christoph Sternat André Schrader Čároví: Elias Seewald David Obwegeser |
| 29                                      | 29                                      | Střely                  | 23 | Rozhodčí: Christoph Sternat André Schrader Čároví: Elias Seewald David Obwegeser |

| 24. května 2021 15:15 | Lotyšsko | 3:0 (0:0, 1:0, 2:0) | Itálie | Aréna Riga, Riga Návštěvnost: bez diváků |  |

| Zpráva | |             |              |                                                                                       |
| Ivars Punnenovs | Ivars Punnenovs | Brankáři    | Justin Fazio | Rozhodčí: Andrew Bruggeman Olivier Gouin Čároví: Nicolas Constantineau Dustin McCrank |
| 32:08' Martins Karsums (Renars Krastenbergs) 58:48' Lauris Darzinš (Andris Dzerins, Ralfs Freibergs) 59:48' Martins Karsums (bez asistence) | 32:08' Martins Karsums (Renars Krastenbergs) 58:48' Lauris Darzinš (Andris Dzerins, Ralfs Freibergs) 59:48' Martins Karsums (bez asistence) | 1:0 2:0 3:0 |              | Rozhodčí: Andrew Bruggeman Olivier Gouin Čároví: Nicolas Constantineau Dustin McCrank |
| 16 min | 16 min | Tresty      | 8 min        | Rozhodčí: Andrew Bruggeman Olivier Gouin Čároví: Nicolas Constantineau Dustin McCrank |
| 44 | 44 | Střely      | 12           | Rozhodčí: Andrew Bruggeman Olivier Gouin Čároví: Nicolas Constantineau Dustin McCrank |

| 24. května 2021 19:15 | Německo | 3:1 (2:1, 0:0, 1:0) | Kanada | Aréna Riga, Riga Návštěvnost: bez diváků |  |

| Zpráva | |                 |                                 |                                                                           |
| Mathias Niederberger | Mathias Niederberger | Brankáři        | Adin Hill                       | Rozhodčí: Roman Gofman Yevgeni Romasko Čároví: Dmitri Golyak Gleb Lazarev |
| 10:46' Stefan Loibl (Tom Kühnhackl, Tobias Rieder) 11:24' Matthias Plachta (Markus Eisenschmid) 57:59' Korbinian Holzer (Matthias Plachta, Marcel Noebels) | 10:46' Stefan Loibl (Tom Kühnhackl, Tobias Rieder) 11:24' Matthias Plachta (Markus Eisenschmid) 57:59' Korbinian Holzer (Matthias Plachta, Marcel Noebels) | 1:0 2:0 2:1 3:1 | 18:19' Nick Paul (Colin Miller) | Rozhodčí: Roman Gofman Yevgeni Romasko Čároví: Dmitri Golyak Gleb Lazarev |
| 28 min | 28 min | Tresty          | 8 min                           | Rozhodčí: Roman Gofman Yevgeni Romasko Čároví: Dmitri Golyak Gleb Lazarev |
| 25 | 25 | Střely          | 40                              | Rozhodčí: Roman Gofman Yevgeni Romasko Čároví: Dmitri Golyak Gleb Lazarev |

| 25. května 2021 15:15 | USA | 3:0 (1:0, 1:0, 1:0) | Kazachstán | Aréna Riga, Riga Návštěvnost: bez diváků |  |

| Zpráva | |             |                 |                                                                      |
| Cal Petersen | Cal Petersen | Brankáři    | Nikita Boyarkin | Rozhodčí: Antonín Jeřábek Robin Šír Čároví: Daniel Hynek Šimon Synek |
| 06:57' Adam Clendening (Jason Robertson, Trevor Moore) 21:33' Trevor Moore (Zac Jones) 41:58' Jack Drury (Ryan Donato, Matt Tennyson) | 06:57' Adam Clendening (Jason Robertson, Trevor Moore) 21:33' Trevor Moore (Zac Jones) 41:58' Jack Drury (Ryan Donato, Matt Tennyson) | 1:0 2:0 3:0 |                 | Rozhodčí: Antonín Jeřábek Robin Šír Čároví: Daniel Hynek Šimon Synek |
| 4 min | 4 min | Tresty      | 8 min           | Rozhodčí: Antonín Jeřábek Robin Šír Čároví: Daniel Hynek Šimon Synek |
| 52 | 52 | Střely      | 18              | Rozhodčí: Antonín Jeřábek Robin Šír Čároví: Daniel Hynek Šimon Synek |

| 25. května 2021 19:15 | Finsko | 5:2 (1:1, 2:0, 2:1) | Norsko | Aréna Riga, Riga Návštěvnost: bez diváků |  |

| Zpráva | |                             |                                                                                              |                                                                             |
| Jussi Olkinuora | Jussi Olkinuora | Brankáři                    | Jonas Arntzen                                                                                | Rozhodčí: Andrew Bruggeman Martin Fraňo Čároví: Dustin McCrank Brian Oliver |
| 14:24' Iiro Pakarinen (Atte Ohtamaa, Oliwer Kaski) 21:40' Anton Lundell (Arttu Ruotsalainen) 25:54' Kim Nousiainen (Jere Sallinen) 47:17' Jere Innala (Petri Kontiola, Tony Sund) 53:25' Hannes Bjorninen (Saku Maenalanen, Miika Koivisto) | 14:24' Iiro Pakarinen (Atte Ohtamaa, Oliwer Kaski) 21:40' Anton Lundell (Arttu Ruotsalainen) 25:54' Kim Nousiainen (Jere Sallinen) 47:17' Jere Innala (Petri Kontiola, Tony Sund) 53:25' Hannes Bjorninen (Saku Maenalanen, Miika Koivisto) | 0:1 1:1 2:1 3:1 3:2 4:2 5:2 | 01:30' Mathis Olimb (Michael Haga) 41:13' Tobias Lindström (Mathias Trettenes, Sondre Olden) | Rozhodčí: Andrew Bruggeman Martin Fraňo Čároví: Dustin McCrank Brian Oliver |
| 0 min | 0 min | Tresty                      | 2 min                                                                                        | Rozhodčí: Andrew Bruggeman Martin Fraňo Čároví: Dustin McCrank Brian Oliver |
| 26 | 26 | Střely                      | 15                                                                                           | Rozhodčí: Andrew Bruggeman Martin Fraňo Čároví: Dustin McCrank Brian Oliver |

| 26. května 2021 15:15 | Kazachstán | 3:2 (0:0, 1:2, 2:0) | Německo | Aréna Riga, Riga Návštěvnost: bez diváků |  |

| Zpráva | |                     | |                                                                            |
| Nikita Boyarkin | Nikita Boyarkin | Brankáři            | Mathias Niederberger                                                                                           | Rozhodčí: Andris Ansons Lassi Heikkinen Čároví: Hannu Sormunen Davis Zunde |
| 26:39' Alexander Shin (Ivan Stepanenko, Yegor Shalapov) 40:31' Roman Starchenko (bez asistence) 55:42' Pavel Akolzin (Alexei Maklyukov) | 26:39' Alexander Shin (Ivan Stepanenko, Yegor Shalapov) 40:31' Roman Starchenko (bez asistence) 55:42' Pavel Akolzin (Alexei Maklyukov) | 1:0 1:1 1:2 2:2 3:2 | 29:38' Tom Kühnhackl (Tobias Rieder, Korbinian Holzer) 34:07' Markus Eisenschmid (Stefan Loibl, Moritz Seider) | Rozhodčí: Andris Ansons Lassi Heikkinen Čároví: Hannu Sormunen Davis Zunde |
| 8 min | 8 min | Tresty              | 2 min | Rozhodčí: Andris Ansons Lassi Heikkinen Čároví: Hannu Sormunen Davis Zunde |
| 15 | 15 | Střely              | 30 | Rozhodčí: Andris Ansons Lassi Heikkinen Čároví: Hannu Sormunen Davis Zunde |

| 26. května 2021 19:15 | Kanada | 4:2 (2:0, 1:2, 1:0) | Norsko | Aréna Riga, Riga Návštěvnost: bez diváků |  |

| Zpráva | |                         | |                                                                               |
| Darcy Kuemper | Darcy Kuemper | Brankáři                | Henrik Haukeland                                                                                    | Rozhodčí: André Schrader Michael Tscherrig Čároví: Jonas Merten Elias Seewald |
| 00:22' Connor Brown (Adam Henrique, Owen Power) 10:23' Adam Henrique (Connor Brown, Owen Power) 34:41' Andrew Mangiapane (Connor Brown) 50:14' Adam Henrique (Liam Foudy, Darcy Kuemper) | 00:22' Connor Brown (Adam Henrique, Owen Power) 10:23' Adam Henrique (Connor Brown, Owen Power) 34:41' Andrew Mangiapane (Connor Brown) 50:14' Adam Henrique (Liam Foudy, Darcy Kuemper) | 1:0 2:0 2:1 2:2 3:2 4:2 | 29:08' Thomas Valkvae Olsen (Michael Haga) 30:28' Mats Rosseli Olsen (Max Krogdahl, Kristian Ostby) | Rozhodčí: André Schrader Michael Tscherrig Čároví: Jonas Merten Elias Seewald |
| 8 min | 8 min | Tresty                  | 10 min                                                                                              | Rozhodčí: André Schrader Michael Tscherrig Čároví: Jonas Merten Elias Seewald |
| 42 | 42 | Střely                  | 15                                                                                                  | Rozhodčí: André Schrader Michael Tscherrig Čároví: Jonas Merten Elias Seewald |

| 27. května 2021 15:15 | USA | 4:2 (2:2, 2:0, 0:0) | Lotyšsko | Aréna Riga, Riga Návštěvnost: bez diváků |  |

| Zpráva | |                         |                                                                                                  |                                                                                   |
| Cal Petersen | Cal Petersen | Brankáři                | Matiss Kivlenieks                                                                                | Rozhodčí: Lassi Heikkinen Kristian Vikman Čároví: Lauri Nikulainen Hannu Sormunen |
| 01:06' Matt Tennyson (Trevor Moore, Conor Garland) 14:46' Brian Boyle (Kevin Labanc, Justin Abdelkader) 31:45' Trevor Moore (Conor Garland, Jason Robertson) 33:32' Matty Beniers (Sasha Chmelevski, Brian Boyle) | 01:06' Matt Tennyson (Trevor Moore, Conor Garland) 14:46' Brian Boyle (Kevin Labanc, Justin Abdelkader) 31:45' Trevor Moore (Conor Garland, Jason Robertson) 33:32' Matty Beniers (Sasha Chmelevski, Brian Boyle) | 1:0 1:1 2:1 2:2 3:2 4:2 | 05:00' Miks Indrašis (Lauris Darzinš) 16:45' Renars Krastenbergs (Oskars Batna, Ralfs Freibergs) | Rozhodčí: Lassi Heikkinen Kristian Vikman Čároví: Lauri Nikulainen Hannu Sormunen |
| 10 min | 10 min | Tresty                  | 6 min                                                                                            | Rozhodčí: Lassi Heikkinen Kristian Vikman Čároví: Lauri Nikulainen Hannu Sormunen |
| 26 | 26 | Střely                  | 19                                                                                               | Rozhodčí: Lassi Heikkinen Kristian Vikman Čároví: Lauri Nikulainen Hannu Sormunen |

| 27. května 2021 19:15 | Finsko | 3:0 (2:0, 1:0, 0:0) | Itálie | Aréna Riga, Riga Návštěvnost: bez diváků |  |

| Zpráva | |             |              |                                                                                  |
| Harri Säteri | Harri Säteri | Brankáři    | Justin Fazio | Rozhodčí: Mads Frandsen Mikael Nord Čároví: Andreas Weise Kroyer Ludvig Lundgren |
| 06:50' Tony Sund (Petri Kontiola, Jere Innala) 08:20' Arttu Ruotsalainen (Niko Ojamäki) 28:33' Tony Sund (Saku Maenalanen, Miika Koivisto) | 06:50' Tony Sund (Petri Kontiola, Jere Innala) 08:20' Arttu Ruotsalainen (Niko Ojamäki) 28:33' Tony Sund (Saku Maenalanen, Miika Koivisto) | 1:0 2:0 3:0 |              | Rozhodčí: Mads Frandsen Mikael Nord Čároví: Andreas Weise Kroyer Ludvig Lundgren |
| 2 min | 2 min | Tresty      | 6 min        | Rozhodčí: Mads Frandsen Mikael Nord Čároví: Andreas Weise Kroyer Ludvig Lundgren |
| 36 | 36 | Střely      | 11           | Rozhodčí: Mads Frandsen Mikael Nord Čároví: Andreas Weise Kroyer Ludvig Lundgren |

| 28. května 2021 15:15 | Kazachstán | 2:4 (0:1, 1:1, 1:2) | Kanada | Aréna Riga, Riga Návštěvnost: bez diváků |  |

| Zpráva                                                                                         |                                                                                                |                         | |                                                                            |
| Andrej Šutov                                                                                   | Andrej Šutov                                                                                   | Brankáři                | Darcy Kuemper | Rozhodčí: Yevgeni Romasko Max Sidorenko Čároví: Dmitri Golyak Gleb Lazarev |
| 24:30' Nikita Mikhailis (bez asistence) 41:31' Nikita Mikhailis (Curtis Valk, Kirill Savitski) | 24:30' Nikita Mikhailis (bez asistence) 41:31' Nikita Mikhailis (Curtis Valk, Kirill Savitski) | 0:1 0:2 1:2 2:2 2:3 2:4 | 06:03' Andrew Mangiapane (Adam Henrique, Connor Brown) 21:01' Adam Henrique (Owen Power, Andrew Mangiapane) 47:40' Cole Perfetti (Jaret Anderson-Dolan) 59:57' Connor Brown (Adam Henrique) | Rozhodčí: Yevgeni Romasko Max Sidorenko Čároví: Dmitri Golyak Gleb Lazarev |
| 10 min                                                                                         | 10 min                                                                                         | Tresty                  | 2 min | Rozhodčí: Yevgeni Romasko Max Sidorenko Čároví: Dmitri Golyak Gleb Lazarev |
| 28                                                                                             | 28                                                                                             | Střely                  | 36 | Rozhodčí: Yevgeni Romasko Max Sidorenko Čároví: Dmitri Golyak Gleb Lazarev |

| 28. května 2021 19:15 | Lotyšsko | 3:4 SN (2:1, 0:1, 1:1 - 0:0 - 1:2) | Norsko | Aréna Riga, Riga Návštěvnost: bez diváků |  |

| Zpráva | |                                            | |                                                                        |
| Matiss Kivlenieks | Matiss Kivlenieks | Brankáři                                   | Henrik Haukeland | Rozhodčí: Antonín Jeřábek Peter Stano Čároví: Daniel Hynek Šimon Synek |
| 11:55' Renars Krastenbergs (Kristians Rubins, Ronalds Kenins) 17:44' Ronalds Kenins (Rodrigo Ābols, Kristaps Sotnieks) 49:42' Kristians Rubins (Uvis Balinskis) Miks Indrašis Lauris Darzinš Roberts Bukarts Renars Krastenbergs Rihards Bukarts Miks Indrašis | 11:55' Renars Krastenbergs (Kristians Rubins, Ronalds Kenins) 17:44' Ronalds Kenins (Rodrigo Ābols, Kristaps Sotnieks) 49:42' Kristians Rubins (Uvis Balinskis) Miks Indrašis Lauris Darzinš Roberts Bukarts Renars Krastenbergs Rihards Bukarts Miks Indrašis | 0:1 1:1 2:1 2:2 2:3 3:3 Samostatné nájezdy | 03:50' Sondre Olden (Christian Kaasastul, Mathias Trettenes) 21:08' Ken Andre Olimb (Mats Rosseli Olsen) 41:56' Emilio Pettersen (Mats Rosseli Olsen, Ken Andre Olimb) Tobias Lindström Sondre Olden Ken Andre Olimb Emilio Pettersen Mathias Trettenes Michael Haga | Rozhodčí: Antonín Jeřábek Peter Stano Čároví: Daniel Hynek Šimon Synek |
| 8 min | 8 min | Tresty                                     | 10 min | Rozhodčí: Antonín Jeřábek Peter Stano Čároví: Daniel Hynek Šimon Synek |
| 24 | 24 | Střely                                     | 22 | Rozhodčí: Antonín Jeřábek Peter Stano Čároví: Daniel Hynek Šimon Synek |

| 29. května 2021 11:15 | Itálie | 3:11 (0:1, 1:2, 2:8) | Kazachstán | Aréna Riga, Riga Návštěvnost: bez diváků |  |

| Zpráva | |                                                           | |                                                                            |
| Justin Fazio Davide Fadani                                                                                    | Justin Fazio Davide Fadani                                                                                    | Brankáři                                                  | Nikita Boyarkin | Rozhodčí: Roman Gofman Max Sidorenko Čároví: Dmitri Golyak Nikita Shalagin |
| 24:37' Miceli Angelo (Daniel Frank) 41:43' Peter Hochkofler (Markus Gander) 50:59' Alex Petan (bez asistence) | 24:37' Miceli Angelo (Daniel Frank) 41:43' Peter Hochkofler (Markus Gander) 50:59' Alex Petan (bez asistence) | 0:1 1:1 1:2 1:3 1:4 2:4 2:5 2:6 2:7 3:7 3:8 3:9 3:10 3:11 | 02:12' Roman Starchenko (Curtis Valk, Nikita Mikhailis) 32:31' Yegor Petukhov (Alikhan Asetov, Ivan Stepanenko) 34:59' Yevgeni Rymarev (Alexander Shin, Jesse Blacker) 41:31' Nikita Mikhailis (Roman Starchenko, Curtis Valk) 46:12' Curtis Valk (Roman Starchenko, Viktor Svedberg) 47:01' Artyom Likhotnikov (bez asistence) 49:46' Artyom Likhotnikov (Alexej Maklyukov, Yegor Shalapov) 54:38' Kirill Panyukov (Darren Dietz, Roman Starchenko) 56:07' Roman Starchenko (Curtis Valk) 57:44' Viktor Svedberg (Arkadi Shestakov, Anton Sagadeyev) 59:52' Yegor Shalapov (Alikhan Asetov, Artyom Likhotnikov) | Rozhodčí: Roman Gofman Max Sidorenko Čároví: Dmitri Golyak Nikita Shalagin |
| 28 min | 28 min | Tresty                                                    | 10 min | Rozhodčí: Roman Gofman Max Sidorenko Čároví: Dmitri Golyak Nikita Shalagin |
| 24 | 24 | Střely                                                    | 36 | Rozhodčí: Roman Gofman Max Sidorenko Čároví: Dmitri Golyak Nikita Shalagin |

| 29. května 2021 15:15 | Norsko | 1:2 (0:1, 0:1, 1:0) | USA | Aréna Riga, Riga Návštěvnost: bez diváků |  |

| Zpráva                                      |                                             |             |                                                                                              |                                                                                    |
| Henrik Haukeland                            | Henrik Haukeland                            | Brankáři    | Jake Oettinger                                                                               | Rozhodčí: Christoph Sternat Michael Tscherrig Čároví: Jonas Merten David Obwegeser |
| 54:27' Ken Andre Olimb (Mats Rosseli Olsen) | 54:27' Ken Andre Olimb (Mats Rosseli Olsen) | 0:1 0:2 1:2 | 10:30' Conor Garland (Zac Jones, Tage Thompson) 27:12' Tage Thompson (Ryan Donato, Matt Roy) | Rozhodčí: Christoph Sternat Michael Tscherrig Čároví: Jonas Merten David Obwegeser |
| 8 min                                       | 8 min                                       | Tresty      | 10 min                                                                                       | Rozhodčí: Christoph Sternat Michael Tscherrig Čároví: Jonas Merten David Obwegeser |
| 23                                          | 23                                          | Střely      | 27                                                                                           | Rozhodčí: Christoph Sternat Michael Tscherrig Čároví: Jonas Merten David Obwegeser |

| 29. května 2021 19:15 | Německo | 1:2 (0:1, 1:0, 0:1) | Finsko | Aréna Riga, Riga Návštěvnost: bez diváků |  |

| Zpráva                                                   |                                                          |             |                                                                                         |                                                                    |
| Mathias Niederberger                                     | Mathias Niederberger                                     | Brankáři    | Jussi Olkinuora                                                                         | Rozhodčí: Martin Fraňo Robin Šír Čároví: Jiří Ondráček Šimon Synek |
| 27:58' Korbinian Holzer (Stefan Loibl, Matthias Plachta) | 27:58' Korbinian Holzer (Stefan Loibl, Matthias Plachta) | 0:1 1:1 1:2 | 06:17' Anton Lundell (Tony Sund, Jere Innala) 51:26' Arttu Ruotsalainen (Anton Lundell) | Rozhodčí: Martin Fraňo Robin Šír Čároví: Jiří Ondráček Šimon Synek |
| 6 min                                                    | 6 min                                                    | Tresty      | 6 min                                                                                   | Rozhodčí: Martin Fraňo Robin Šír Čároví: Jiří Ondráček Šimon Synek |
| 13                                                       | 13                                                       | Střely      | 26                                                                                      | Rozhodčí: Martin Fraňo Robin Šír Čároví: Jiří Ondráček Šimon Synek |

| 30. května 2021 15:15 | Itálie | 1:7 (0:4, 1:2, 0:1) | Kanada | Aréna Riga, Riga Návštěvnost: bez diváků |  |

| Zpráva                                   |                                          |                                 | |                                                                            |
| Justin Fazio Davide Fadani               | Justin Fazio Davide Fadani               | Brankáři                        | Adin Hill | Rozhodčí: Andris Ansons Kristian Vikman Čároví: Daniel Hynek Jiří Ondráček |
| 30:31' Miceli Angelo (Simon Pitschieler) | 30:31' Miceli Angelo (Simon Pitschieler) | 0:1 0:2 0:3 0:4 1:4 1:5 1:6 1:7 | 02:33' Cole Perfetti (Braden Schneider, Liam Foudy) 08:04' Andrew Mangiapane (Connor Brown, Adam Henrique) 11:33' Troy Stecher (Jaret Anderson-Dolan) 11:56' Adam Henrique (Andrew Mangiapane) 34:48' Andrew Mangiapane (Connor Brown, Mario Ferraro) 37:28' Maxime Comtois (Andrew Mangiapane, Connor Brown) 55:54' Brandon Pirri (Connor Brown, Adam Henrique) | Rozhodčí: Andris Ansons Kristian Vikman Čároví: Daniel Hynek Jiří Ondráček |
| 6 min                                    | 6 min                                    | Tresty                          | 6 min | Rozhodčí: Andris Ansons Kristian Vikman Čároví: Daniel Hynek Jiří Ondráček |
| 14                                       | 14                                       | Střely                          | 49 | Rozhodčí: Andris Ansons Kristian Vikman Čároví: Daniel Hynek Jiří Ondráček |

| 30. května 2021 19:15 | Finsko | 3:2 PP (1:1, 1:0, 0:1 - 1:0) | Lotyšsko | Aréna Riga, Riga Návštěvnost: bez diváků |  |

| Zpráva | |                     | |                                                                             |
| Harri Sateri | Harri Sateri | Brankáři            | Janis Kalnins                                                                                         | Rozhodčí: Andrew Bruggeman Martin Fraňo Čároví: Dustin McCrank Brian Oliver |
| 03:06' Saku Maenalanen (Marko Anttila, Peter Tiivola) 35:39' Iiro Pakarinen (Ville Pokka, Jere Innala) 64:56' Anton Lundell (Olli Maata) | 03:06' Saku Maenalanen (Marko Anttila, Peter Tiivola) 35:39' Iiro Pakarinen (Ville Pokka, Jere Innala) 64:56' Anton Lundell (Olli Maata) | 1:0 1:1 2:1 2:2 3:2 | 18:39' Martins Dzierkals (bez asistence) 53:45' Martins Dzierkals (Lauris Darzins, Kristaps Sotnieks) | Rozhodčí: Andrew Bruggeman Martin Fraňo Čároví: Dustin McCrank Brian Oliver |
| 6 min | 6 min | Tresty              | 4 min                                                                                                 | Rozhodčí: Andrew Bruggeman Martin Fraňo Čároví: Dustin McCrank Brian Oliver |
| 35 | 35 | Střely              | 37 | Rozhodčí: Andrew Bruggeman Martin Fraňo Čároví: Dustin McCrank Brian Oliver |

| 31. května 2021 15:15 | USA | 2:0 (0:0, 1:0, 1:0) | Německo | Aréna Riga, Riga Návštěvnost: bez diváků |  |

| Zpráva                                                                                     |                                                                                            |          |                 |                                                                                  |
| Cal Petersen                                                                               | Cal Petersen                                                                               | Brankáři | Felix Brückmann | Rozhodčí: Tobias Björk Mads Frandsen Čároví: Andreas Weise Kroyer Emil Yletyinen |
| 38:56' Jason Robertson (Ryan Donato, Conor Garland) 59:33' Colin Blackwell (Eric Robinson) | 38:56' Jason Robertson (Ryan Donato, Conor Garland) 59:33' Colin Blackwell (Eric Robinson) | 1:0 2:0  |                 | Rozhodčí: Tobias Björk Mads Frandsen Čároví: Andreas Weise Kroyer Emil Yletyinen |
| 8 min                                                                                      | 8 min                                                                                      | Tresty   | 8 min           | Rozhodčí: Tobias Björk Mads Frandsen Čároví: Andreas Weise Kroyer Emil Yletyinen |
| 15                                                                                         | 15                                                                                         | Střely   | 33              | Rozhodčí: Tobias Björk Mads Frandsen Čároví: Andreas Weise Kroyer Emil Yletyinen |

| 31. května 2021 19:15 | Norsko | 3:1 (0:1, 1:0, 2:0) | Kazachstán | Aréna Riga, Riga Návštěvnost: bez diváků |  |

| Zpráva | |                 |                                            |                                                                   |
| Henrik Haukeland | Henrik Haukeland | Brankáři        | Nikita Boyarkin                            | Rozhodčí: Martin Fraňo Robin Šír Čároví: Daniel Hynek Šimon Synek |
| 27:57' Thomas Valkvae Olsen (Mathias Trettenes, Jonas Holos) 41:08' Stefan Espeland (Mathias Trettenes, Mats Rosseli Olsen) 59:00' Mathis Olimb (Ken Andre Olimb) | 27:57' Thomas Valkvae Olsen (Mathias Trettenes, Jonas Holos) 41:08' Stefan Espeland (Mathias Trettenes, Mats Rosseli Olsen) 59:00' Mathis Olimb (Ken Andre Olimb) | 0:1 1:1 2:1 3:1 | 16:00' Dmitri Shevchenko (Viktor Svedberg) | Rozhodčí: Martin Fraňo Robin Šír Čároví: Daniel Hynek Šimon Synek |
| 16 min | 16 min | Tresty          | 2 min                                      | Rozhodčí: Martin Fraňo Robin Šír Čároví: Daniel Hynek Šimon Synek |
| 27 | 27 | Střely          | 27                                         | Rozhodčí: Martin Fraňo Robin Šír Čároví: Daniel Hynek Šimon Synek |

| 1. června 2021 11:15 | Kanada | 2:3 SN (1:0, 1:1, 0:1 - 0:0 - 2:3) | Finsko | Aréna Riga, Riga Návštěvnost: bez diváků |  |

| Zpráva | |                                    | |                                                                           |
| Darcy Kuemper | Darcy Kuemper | Brankáři                           | Jussi Olkinuora | Rozhodčí: Tobias Björk Mikael Nord Čároví: Ludvig Lundgren Emil Yletyinen |
| 01:30' Brandon Pirri (Gabriel Vilardi, Mario Ferraro) 28:18' Maxime Comtois (Connor Brown, Andrew Mangiapane) Brandon Pirri Cole Perfetti Gabriel Vilardi Adam Henrique Connor Brown | 01:30' Brandon Pirri (Gabriel Vilardi, Mario Ferraro) 28:18' Maxime Comtois (Connor Brown, Andrew Mangiapane) Brandon Pirri Cole Perfetti Gabriel Vilardi Adam Henrique Connor Brown | 0:1 1:1 2:1 2:2 Samostatné nájezdy | 21:11' Arttu Ruotsalainen (bez asistence) 56:00' Arttu Ruotsalainen (Anton Lundell, Niko Ojamäki) Anton Lundell Oliwer Kaski Saku Mäenalanen Arttu Ruotsalainen Iiro Pakarinen | Rozhodčí: Tobias Björk Mikael Nord Čároví: Ludvig Lundgren Emil Yletyinen |
| 2 min | 2 min | Tresty                             | 4 min | Rozhodčí: Tobias Björk Mikael Nord Čároví: Ludvig Lundgren Emil Yletyinen |
| 34 | 34 | Střely                             | 32 | Rozhodčí: Tobias Björk Mikael Nord Čároví: Ludvig Lundgren Emil Yletyinen |

| 1. června 2021 15:15 | Itálie | 2:4 (0:3, 1:1, 1:0) | USA | Aréna Riga, Riga Návštěvnost: bez diváků |  |

| Zpráva                                                                     |                                                                            |                         | |                                                                            |
| Davide Fadani                                                              | Davide Fadani                                                              | Brankáři                | Jake Oettinger | Rozhodčí: Yevgeni Romasko Max Sidorenko Čároví: Dmitri Golyak Gleb Lazarev |
| 21:01' Luca Frigo (Alex Trivellato) 46:33' Stefano Giliati (bez asistence) | 21:01' Luca Frigo (Alex Trivellato) 46:33' Stefano Giliati (bez asistence) | 0:1 0:2 0:3 1:3 1:4 2:4 | 06:54' Kevin Labanc (Ryan Shea) 10:33' Kevin Labanc (Matty Beniers, Adam Clendening) 19:45' Conor Garland (Jason Robertson, Matt Tennyson) 29:54' Conor Garland (bez asistence) | Rozhodčí: Yevgeni Romasko Max Sidorenko Čároví: Dmitri Golyak Gleb Lazarev |
| 4 min                                                                      | 4 min                                                                      | Tresty                  | 6 min | Rozhodčí: Yevgeni Romasko Max Sidorenko Čároví: Dmitri Golyak Gleb Lazarev |
| 11                                                                         | 11                                                                         | Střely                  | 43 | Rozhodčí: Yevgeni Romasko Max Sidorenko Čároví: Dmitri Golyak Gleb Lazarev |

| 1. června 2021 19:15 | Německo | 2:1 (2:0, 0:1, 0:0) | Lotyšsko | Aréna Riga, Riga Návštěvnost: 934 |  |

| Zpráva                                                                                      |                                                                                             |             |                                       |                                                                                   |
| Mathias Niederberger                                                                        | Mathias Niederberger                                                                        | Brankáři    | Janis Kalnins                         | Rozhodčí: Lassi Heikkinen Kristian Vikman Čároví: Lauri Nikulainen Hannu Sormunen |
| 03:16' John Peterka (Moritz Seider) 06:40' Marcel Noebels (Leonhard Pföderl, Lukas Reichel) | 03:16' John Peterka (Moritz Seider) 06:40' Marcel Noebels (Leonhard Pföderl, Lukas Reichel) | 1:0 2:0 2:1 | 25:55' Rodrigo Ābols (Uvis Balinskis) | Rozhodčí: Lassi Heikkinen Kristian Vikman Čároví: Lauri Nikulainen Hannu Sormunen |
| 8 min                                                                                       | 8 min                                                                                       | Tresty      | 4 min                                 | Rozhodčí: Lassi Heikkinen Kristian Vikman Čároví: Lauri Nikulainen Hannu Sormunen |
| 21                                                                                          | 21                                                                                          | Střely      | 24                                    | Rozhodčí: Lassi Heikkinen Kristian Vikman Čároví: Lauri Nikulainen Hannu Sormunen |

## Play off

### Pavouk
Soupeři pro semifinále byli určeni z vítězů čtvrtfinále podle celkového pořadí po základních skupinách (dle umístění ve skupině, počtu dosažených bodů, rozdílu ve skóre, vyššího počtu vstřelených gólů, pořadí v žebříčku IIHF), kdy nejvýše umístěné mužstvo narazí na nejníže umístěné mužstvo a druhé mužstvo narazí na třetí mužstvo.
|  | Čtvrtfinále 1 |               |               |  |      |              |              |              |  |               |               |               |   |
|  | B1            | USA           | 6             |  |      |              |              |              |  |               |               |               |   |
|  | A4            | Slovensko     | 1             |  |      | Semifinále 1 | Semifinále 1 | Semifinále 1 |  |               |               |               |   |
|  |               |               |               |  |      | ČTF1         | USA          | 2            |  |               |               |               |   |
|  | Čtvrtfinále 2 | Čtvrtfinále 2 | Čtvrtfinále 2 |  | ČTF4 | Kanada       | 4            |              |  |               |               |               |   |
|  | A1            | ROV           | 1             |  |      |              |              |              |  |               |               |               |   |
|  | B4            | Kanada        | 2             |  |      |              |              |              |  | Finále        | Finále        | Finále        |   |
|  |               |               |               |  |      |              |              |              |  |               | VSF1          | Finsko        | 2 |
|  | Čtvrtfinále 3 | Čtvrtfinále 3 | Čtvrtfinále 3 |  |      |              |              |              |  |               | VSF2          | Kanada        | 3 |
|  | B2            | Finsko        | 1             |  |      |              |              |              |  |               |               |               |   |
|  | A3            | Česko         | 0             |  |      | Semifinále 2 | Semifinále 2 | Semifinále 2 |  | Zápas o bronz | Zápas o bronz | Zápas o bronz |   |
|  |               |               |               |  |      | ČTF2         | Finsko       | 2            |  | PSF1          | USA           | 6             |   |
|  | Čtvrtfinále 4 | Čtvrtfinále 4 | Čtvrtfinále 4 |  | ČTF3 | Německo      | 1            |              |  | PSF2          | Německo       | 1             |   |
|  | A2            | Švýcarsko     | 2             |  |      |              |              |              |  |               |               |               |   |
|  | B3            | Německo       | 3             |  |      |              |              |              |  |               |               |               |   |

Všechny časy zápasů jsou uvedeny ve středoevropském letním čase (UTC+02).

### Čtvrtfinále
| 3. června 2021 15:15 | Švýcarsko | 2:3 SN (1:0, 1:1, 0:1 - 0:0 - 1:2) | Německo | Olympijské sportovní centrum, Riga Návštěvnost: bez diváků |  |

| Zpráva | |                                    | |                                                                              |
| Leonardo Genoni | Leonardo Genoni | Brankáři                           | Mathias Niederberger | Rozhodčí: Yevgeni Romasko Andris Ansons Čároví: Nikita Shalagin Gleb Lazarev |
| 15:17' Ramón Untersander (Santeri Alatalo, Philipp Kurashev) 33:26' Fabrice Herzog (Tristan Scherwey, Christoph Bertschy) Enzo Corvi Sven Andrighetto Timo Meier Andres Ambühl Grégory Hofmann | 15:17' Ramón Untersander (Santeri Alatalo, Philipp Kurashev) 33:26' Fabrice Herzog (Tristan Scherwey, Christoph Bertschy) Enzo Corvi Sven Andrighetto Timo Meier Andres Ambühl Grégory Hofmann | 1:0 2:0 2:1 2:2 Samostatné nájezdy | 37:23' Tom Kühnhackl (Tobias Rieder, Marco Nowak) 59:16' Leon Gawanke (Dominik Kahun, Marcel Noebels) Matthias Plachta Nicolas Krammer Dominik Kahun Lukas Reichel Marcel Noebels | Rozhodčí: Yevgeni Romasko Andris Ansons Čároví: Nikita Shalagin Gleb Lazarev |
| 0 min | 0 min | Tresty                             | 14 min | Rozhodčí: Yevgeni Romasko Andris Ansons Čároví: Nikita Shalagin Gleb Lazarev |
| 22 | 22 | Střely                             | 41 | Rozhodčí: Yevgeni Romasko Andris Ansons Čároví: Nikita Shalagin Gleb Lazarev |

| 3. června 2021 15:15 | USA | 6:1 (3:0, 1:1, 2:0) | Slovensko | Aréna Riga, Riga Návštěvnost: bez diváků |  |

| Zpráva | |                             |                                        |                                                                                 |
| Cal Petersen | Cal Petersen | Brankáři                    | Adam Húska                             | Rozhodčí: Michael Tscherrig André Schrader Čároví: David Obwegeser Jonas Merten |
| 13:08' Brian Boyle (bez asistence) 15:25' Colin Blackwell (Kevin Labanc, Eric Robinson) 19:30' Conor Garland (Trevor Moore, Zac Jones) 36:50' Colin Blackwell (Eric Robinson, Kevin Labanc) 45:15' Sasha Chmelevski (Christian Wolanin) 58:45' Conor Garland (Christian Wolanin, Trevor Moore) | 13:08' Brian Boyle (bez asistence) 15:25' Colin Blackwell (Kevin Labanc, Eric Robinson) 19:30' Conor Garland (Trevor Moore, Zac Jones) 36:50' Colin Blackwell (Eric Robinson, Kevin Labanc) 45:15' Sasha Chmelevski (Christian Wolanin) 58:45' Conor Garland (Christian Wolanin, Trevor Moore) | 1:0 2:0 3:0 3:1 4:1 5:1 6:1 | 32:12' Peter Cehlárik (Róbert Lantoši) | Rozhodčí: Michael Tscherrig André Schrader Čároví: David Obwegeser Jonas Merten |
| 6 min | 6 min | Tresty                      | 6 min                                  | Rozhodčí: Michael Tscherrig André Schrader Čároví: David Obwegeser Jonas Merten |
| 33 | 33 | Střely                      | 28                                     | Rozhodčí: Michael Tscherrig André Schrader Čároví: David Obwegeser Jonas Merten |

| 3. června 2021 19:15 | ROV | 1:2 PP (0:0, 1:0, 0:1 - 0:1) | Kanada | Olympijské sportovní centrum, Riga Návštěvnost: bez diváků |  |

| Zpráva                                                  |                                                         |             |                                                                                             |                                                                       |
| Sergei Bobrovski                                        | Sergei Bobrovski                                        | Brankáři    | Darcy Kuemper                                                                               | Rozhodčí: Tobias Björk Mikael Nord Čároví: Daniel Hynek Jiří Ondráček |
| 34:32' Yevgeni Timkin (Dmitri Orlov, Vladislav Kamenev) | 34:32' Yevgeni Timkin (Dmitri Orlov, Vladislav Kamenev) | 1:0 1:1 1:2 | 45:03' Adam Henrique (Connor Brown, Maxime Comtois) 62:12' Andrew Mangiapane (Troy Stecher) | Rozhodčí: Tobias Björk Mikael Nord Čároví: Daniel Hynek Jiří Ondráček |
| 6 min                                                   | 6 min                                                   | Tresty      | 2 min                                                                                       | Rozhodčí: Tobias Björk Mikael Nord Čároví: Daniel Hynek Jiří Ondráček |
| 25                                                      | 25                                                      | Střely      | 24                                                                                          | Rozhodčí: Tobias Björk Mikael Nord Čároví: Daniel Hynek Jiří Ondráček |

| 3. června 2021 19:15 | Finsko | 1:0 (0:0, 1:0, 0:0) | Česko | Aréna Riga, Riga Návštěvnost: bez diváků |  |

| Zpráva                                              |                                                     |          |              |                                                                              |
| Jussi Olkinuora                                     | Jussi Olkinuora                                     | Brankáři | Šimon Hrubec | Rozhodčí: Andrew Bruggeman Olivier Gouin Čároví: Dustin McCrank Brian Oliver |
| 32:55' Jere Innala (Iiro Pakarinen, Petri Kontiola) | 32:55' Jere Innala (Iiro Pakarinen, Petri Kontiola) | 1:0      |              | Rozhodčí: Andrew Bruggeman Olivier Gouin Čároví: Dustin McCrank Brian Oliver |
| 12 min                                              | 12 min                                              | Tresty   | 2 min        | Rozhodčí: Andrew Bruggeman Olivier Gouin Čároví: Dustin McCrank Brian Oliver |
| 24                                                  | 24                                                  | Střely   | 28           | Rozhodčí: Andrew Bruggeman Olivier Gouin Čároví: Dustin McCrank Brian Oliver |

### Semifinále
| 5. června 2021 13:15 | USA | 2:4 (1:1, 0:1, 1:2) | Kanada | Aréna Riga, Riga Návštěvnost: bez diváků |  |

| Zpráva | |                         | |                                                                              |
| Cal Petersen                                                                                                   | Cal Petersen                                                                                                   | Brankáři                | Darcy Kuemper | Rozhodčí: Andrew Bruggeman Olivier Gouin Čároví: Dustin McCrank Brian Oliver |
| 17:17' Colin Blackwell (Christian Wolanin, Kevin Labanc) 43:36' Sasha Chmelevski (Kevin Rooney, Connor Mackey) | 17:17' Colin Blackwell (Christian Wolanin, Kevin Labanc) 43:36' Sasha Chmelevski (Kevin Rooney, Connor Mackey) | 0:1 1:1 1:2 1:3 2:3 2:4 | 02:02' Brandon Pirri (Sean Walker, Nick Paul) 24:15' Andrew Mangiapane (Connor Brown) 40:46' Andrew Mangiapane (Connor Brown, Darcy Kuemper) 59:36' Justin Danforth (Nick Paul) | Rozhodčí: Andrew Bruggeman Olivier Gouin Čároví: Dustin McCrank Brian Oliver |
| 2 min | 2 min | Tresty                  | 0 min | Rozhodčí: Andrew Bruggeman Olivier Gouin Čároví: Dustin McCrank Brian Oliver |
| 38 | 38 | Střely                  | 33 | Rozhodčí: Andrew Bruggeman Olivier Gouin Čároví: Dustin McCrank Brian Oliver |

| 5. června 2021 17:15 | Finsko | 2:1 (2:0, 0:1, 0:0) | Německo | Aréna Riga, Riga Návštěvnost: bez diváků |  |

| Zpráva                                                                                      |                                                                                             |             |                                                        |                                                                       |
| Jussi Olkinuora                                                                             | Jussi Olkinuora                                                                             | Brankáři    | Mathias Niederberger                                   | Rozhodčí: Tobias Björk Mikael Nord Čároví: Daniel Hynek Jiří Ondráček |
| 13:50' Iiro Pakarinen (Anton Lundell, Oliwer Kaski) 18:55' Hannes Bjorninen (Marko Anttila) | 13:50' Iiro Pakarinen (Anton Lundell, Oliwer Kaski) 18:55' Hannes Bjorninen (Marko Anttila) | 1:0 2:0 2:1 | 31:03' Matthias Plachta (Moritz Seider, Dominik Kahun) | Rozhodčí: Tobias Björk Mikael Nord Čároví: Daniel Hynek Jiří Ondráček |
| 8 min                                                                                       | 8 min                                                                                       | Tresty      | 6 min                                                  | Rozhodčí: Tobias Björk Mikael Nord Čároví: Daniel Hynek Jiří Ondráček |
| 17                                                                                          | 17                                                                                          | Střely      | 28                                                     | Rozhodčí: Tobias Björk Mikael Nord Čároví: Daniel Hynek Jiří Ondráček |

### Zápas o 3. místo
| 6. června 2021 14:15 | USA | 6:1 (1:0, 4:0, 1:1) | Německo | Aréna Riga, Riga Návštěvnost: bez diváků |  |

| Zpráva | |                             |                                                          |                                                                                   |
| Cal Petersen | Cal Petersen | Brankáři                    | Felix Bruckmann                                          | Rozhodčí: Lassi Heikkinen Kristian Vikman Čároví: Lauri Nikulainen Hannu Sormunen |
| 05:02' Christian Wolanin (bez asistence) 26:27' Conor Garland (Jason Robertson, Christian Wolanin) 28:05' Jack Drury (Sasha Chmelevski) 31:35' Jason Robertson (Conor Garland, Tage Thompson) 32:15' Trevor Moore (Conor Garland, Tage Thompson) 49:53' Ryan Donato (Adam Clendening, Tage Thompson) | 05:02' Christian Wolanin (bez asistence) 26:27' Conor Garland (Jason Robertson, Christian Wolanin) 28:05' Jack Drury (Sasha Chmelevski) 31:35' Jason Robertson (Conor Garland, Tage Thompson) 32:15' Trevor Moore (Conor Garland, Tage Thompson) 49:53' Ryan Donato (Adam Clendening, Tage Thompson) | 1:0 2:0 3:0 4:0 5:0 5:1 6:1 | 49:28' Dominik Bittner (Matthias Plachta, Dominik Kahun) | Rozhodčí: Lassi Heikkinen Kristian Vikman Čároví: Lauri Nikulainen Hannu Sormunen |
| 43 min | 43 min | Tresty                      | 14 min                                                   | Rozhodčí: Lassi Heikkinen Kristian Vikman Čároví: Lauri Nikulainen Hannu Sormunen |
| 30 | 30 | Střely                      | 34                                                       | Rozhodčí: Lassi Heikkinen Kristian Vikman Čároví: Lauri Nikulainen Hannu Sormunen |

### Finále
| 6. června 2021 19:15 | Finsko | 2:3 PP (1:0, 0:1, 1:1 - 0:1) | Kanada | Aréna Riga, Riga Návštěvnost: bez diváků |  |

| Zpráva                                                                                          |                                                                                                 |                     | |                                                                             |
| Jussi Olkinuora                                                                                 | Jussi Olkinuora                                                                                 | Brankáři            | Darcy Kuemper | Rozhodčí: Martin Fraňo Yevgeni Romasko Čároví: Gleb Lazarev Nikita Shalagin |
| 08:57' Mikael Ruohomaa (Oliwer Kaski) 45:27' Petteri Lindbohm (Kim Nousiainen, Mikael Ruohomaa) | 08:57' Mikael Ruohomaa (Oliwer Kaski) 45:27' Petteri Lindbohm (Kim Nousiainen, Mikael Ruohomaa) | 1:0 1:1 2:1 2:2 2:3 | 24:30' Maxime Comtois (Connor Brown, Sean Walker) 52:37' Adam Henrique (Maxime Comtois, Connor Brown) 66:26' Nick Paul (Connor Brown) | Rozhodčí: Martin Fraňo Yevgeni Romasko Čároví: Gleb Lazarev Nikita Shalagin |
| 6 min                                                                                           | 6 min                                                                                           | Tresty              | 30 min | Rozhodčí: Martin Fraňo Yevgeni Romasko Čároví: Gleb Lazarev Nikita Shalagin |
| 31                                                                                              | 31                                                                                              | Střely              | 26 | Rozhodčí: Martin Fraňo Yevgeni Romasko Čároví: Gleb Lazarev Nikita Shalagin |

## Konečné pořadí
| Poř.             | Tým            | Z  | V | VP | PP | P | GV | GI | +/− | B  | Soupiska | Konečný výsledek        |
| ---------------- | -------------- | -- | - | -- | -- | - | -- | -- | --- | -- | -------- | ----------------------- |
| Zlatá medaile    | Kanada         | 10 | 5 | 1  | 1  | 3 | 28 | 23 | +5  | 18 | Soupiska | Šampioni                |
| Stříbrná medaile | Finsko         | 10 | 6 | 2  | 2  | 0 | 24 | 14 | +10 | 24 | Soupiska | Finalisté               |
| Bronzová medaile | USA            | 10 | 8 | 0  | 0  | 2 | 35 | 14 | +21 | 24 | Soupiska | Třetí místo             |
| 4.               | Německo        | 10 | 4 | 1  | 0  | 5 | 27 | 24 | +3  | 14 | Soupiska | Čtvrté místo            |
|                  |                |    |   |    |    |   |    |    |     |    |          |                         |
| 5.               | ROV            | 8  | 5 | 1  | 1  | 1 | 29 | 12 | +17 | 18 | Soupiska | Vyřazeni ve čtvrtfinále |
| 6.               | Švýcarsko      | 8  | 5 | 0  | 1  | 2 | 29 | 20 | +9  | 16 | Soupiska | Vyřazeni ve čtvrtfinále |
| 7.               | Česko          | 8  | 3 | 2  | 0  | 3 | 27 | 19 | +8  | 13 | Soupiska | Vyřazeni ve čtvrtfinále |
| 8.               | Slovensko      | 8  | 4 | 0  | 0  | 4 | 18 | 28 | −10 | 12 | Soupiska | Vyřazeni ve čtvrtfinále |
|                  |                |    |   |    |    |   |    |    |     |    |          |                         |
| 9.               | Švédsko        | 7  | 3 | 0  | 1  | 3 | 21 | 14 | +7  | 10 | Soupiska | Vyřazeni ve skupinách   |
| 10.              | Kazachstán     | 7  | 2 | 2  | 0  | 3 | 22 | 18 | +4  | 10 | Soupiska | Vyřazeni ve skupinách   |
| 11.              | Lotyšsko       | 7  | 2 | 0  | 3  | 2 | 15 | 16 | −1  | 9  | Soupiska | Vyřazeni ve skupinách   |
| 12.              | Dánsko         | 7  | 2 | 1  | 1  | 3 | 13 | 15 | −2  | 9  | Soupiska | Vyřazeni ve skupinách   |
| 13.              | Norsko         | 7  | 2 | 1  | 0  | 4 | 17 | 21 | −4  | 8  | Soupiska | Vyřazeni ve skupinách   |
| 14.              | Velká Británie | 7  | 1 | 0  | 1  | 5 | 13 | 31 | −18 | 4  | Soupiska | Vyřazeni ve skupinách   |
| 15.              | Bělorusko      | 7  | 1 | 0  | 1  | 5 | 10 | 29 | −19 | 4  | Soupiska | Vyřazeni ve skupinách   |
| 16.              | Itálie         | 7  | 0 | 0  | 0  | 7 | 11 | 41 | −30 | 0  | Soupiska | Vyřazeni ve skupinách   |

IIHF kvůli pandemii covidu-19 zrušila všechny turnaje nižších divizí v letošním roce, hrála se jen elitní skupina a žádné týmy z elitní skupiny nesestoupily a žádné týmy do ní také nepostoupily.

### Kanadské bodování
Toto je pořadí hráčů podle dosažených bodů, za jeden vstřelený gól nebo přihrávku na gól získal hráč jeden bod.
| Poř. | Hráč              | Záp. | G | A  | Body | +/− | PTM | Pozice |
| ---- | ----------------- | ---- | - | -- | ---- | --- | --- | ------ |
| 1.   | Connor Brown      | 10   | 2 | 14 | 16   | +8  | 2   | F      |
| 2.   | Conor Garland     | 10   | 6 | 7  | 13   | +6  | 6   | F      |
| 3.   | Andrew Mangiapane | 7    | 7 | 4  | 11   | +6  | 0   | F      |
| 4.   | Adam Henrique     | 10   | 6 | 5  | 11   | +6  | 0   | F      |
| 5.   | Peter Cehlárik    | 8    | 5 | 6  | 11   | +5  | 6   | F      |
| 6.   | Liam Kirk         | 7    | 7 | 2  | 9    | −6  | 4   | F      |
| 7.   | Trevor Moore      | 10   | 5 | 4  | 9    | +7  | 4   | F      |
| 8.   | Jason Robertson   | 10   | 4 | 5  | 9    | +8  | 10  | F      |
| 9.   | Grégory Hofmann   | 8    | 6 | 2  | 8    | 0   | 0   | F      |
| 10.  | Nicklas Jensen    | 7    | 5 | 3  | 8    | −2  | 2   | F      |